# شركة دايملر

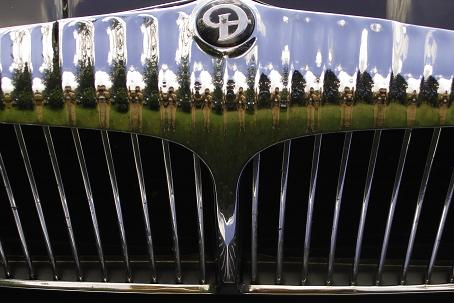
شبكة المبرد التقليدية من دايملر تعلوها زعانف التبريد التي أصبحت الآن أثرية والتي تم تبنيها بحلول عام 1905

شركةدايملر (The Daimler Company Limited)، التي كانت تعرف قبل عام 1910، شركة محركات دايملر المحدودة (The Daimler Motor Company Limited)، شركة بريطانية مستقلة لتصنيع السيارات تأسست في لندن من قبل هاري جون لوسون في عام 1896، والتي أنشأت قاعدتها التصنيعية في كوفنتري. اشترت الشركة الحق في استخدام اسم دايملر في وقت واحد من غوتليب دايملر ودايملر موتورين جيزيلشافت من كانشتات، ألمانيا. بعد الصعوبات المالية المبكرة وإعادة تنظيم الشركة في عام 1904، تم شراء «شركة محركات دايملر» من قبل شركة برمنغهام للأسلحة الصغيرة (BSA) في عام 1910، والتي صنعت أيضًا سيارات باسمها قبل الحرب العالمية الثانية. في عام 1933، اشترت «بي إس إيه» شركة لانشستر موتور وجعلتها شركة تابعة لشركة دايملر.
مُنحت شركة دايملر أمرًا ملكيًا لتوفير السيارات للعاهل البريطاني في عام 1902؛ فقدت هذا الامتياز في الخمسينيات بعد أن حلت محلها رولز رويس. استخدمت دايملر أحيانًا تقنية بديلة: محرك نايت الذي طورته بشكل أكبر في أوائل القرن العشرين واستخدم من عام 1909 إلى عام 1935، والمحرك النهائي للعتاد الدودي الذي تم تركيبه من عام 1909 حتى ما بعد الحرب العالمية الثانية، وحذافة السوائل الحاصلة على براءة اختراع والتي تستخدم جنبًا إلى جنب مع علبة تروس ويلسون من عام 1930 إلى منتصف الخمسينيات.
حاولت دايملر توسيع جاذبيتها في الخمسينيات من القرن الماضي مع مجموعة من السيارات الأصغر في أحد طرفيها وسيارات العرض الفخمة في الطرف الآخر، وتوقفت عن صنع لانشيستر، وحصلت على دعاية كبيرة لإقالة رئيسها من مجلس الإدارة، وطورت وبيعت سيارة رياضية وسيارة صالون وليموزين فاخرة عالية الأداء.
باعت «بي إس إيه» (BSA) دايملر إلى شركة سيارات جاغوار في عام 1960 وواصلت جاغوار لفترة وجيزة خط دايملر مضيفة نسخة دايملر من الصالون الرياضي مارك الثانية. في عام 1966، تم دمج جاغوار في شركة السيارات البريطانية ثم بريتش ليلاند في عام 1968. في ظل هذه الشركات، أصبحت دايملر تقدم مستوى راقٍ لسيارات جاغوار باستثناء سيارة ليموزين دايملر دي إس420 لعام 1968-1992، والتي لم يكن لها ما يعادل جاغوار على الرغم من كونها تعتمد بالكامل على جاغوار. عندما انفصلت شركة سيارات جاغوار عن شركة بريتش ليلاند في عام 1984، احتفظت بشركة دايملر وعلامتها التجارية.
اشترت فورد سيارات جاغوار في عام 1990 وتحت قيادة فورد توقفت عن استخدام علامة دايملر في عام 2009 عندما تم إيقاف آخر طرازات دايملر «إكس358». حلت «إكس351» جاغوار «إكس جيه» مكانها ولم يكن هناك بديل لـ دايملر. ظلت شركة سيارات جاغوار في ملكيتها، ومنذ عام 2000 برفقتها لاند روفر، حتى باعوا كل من جاغوار ولاند روفر لشركة تاتا موتورز في عام 2008، التي شكلت شركة جاغوار لاند روفر كشركة قابضة فرعية لها. في عام 2013، تم دمج شركة سيارات جاغوار مع شركة لاند روفر لتشكيل شركة جاغوار لاند روفر المحدودة، وتم نقل حقوق ماركة سيارات دايملر إلى شركة تصنيع السيارات البريطانية متعددة الجنسيات جاغوار لاند روفر.

## أصل

### سيمز ومحرك دايملر

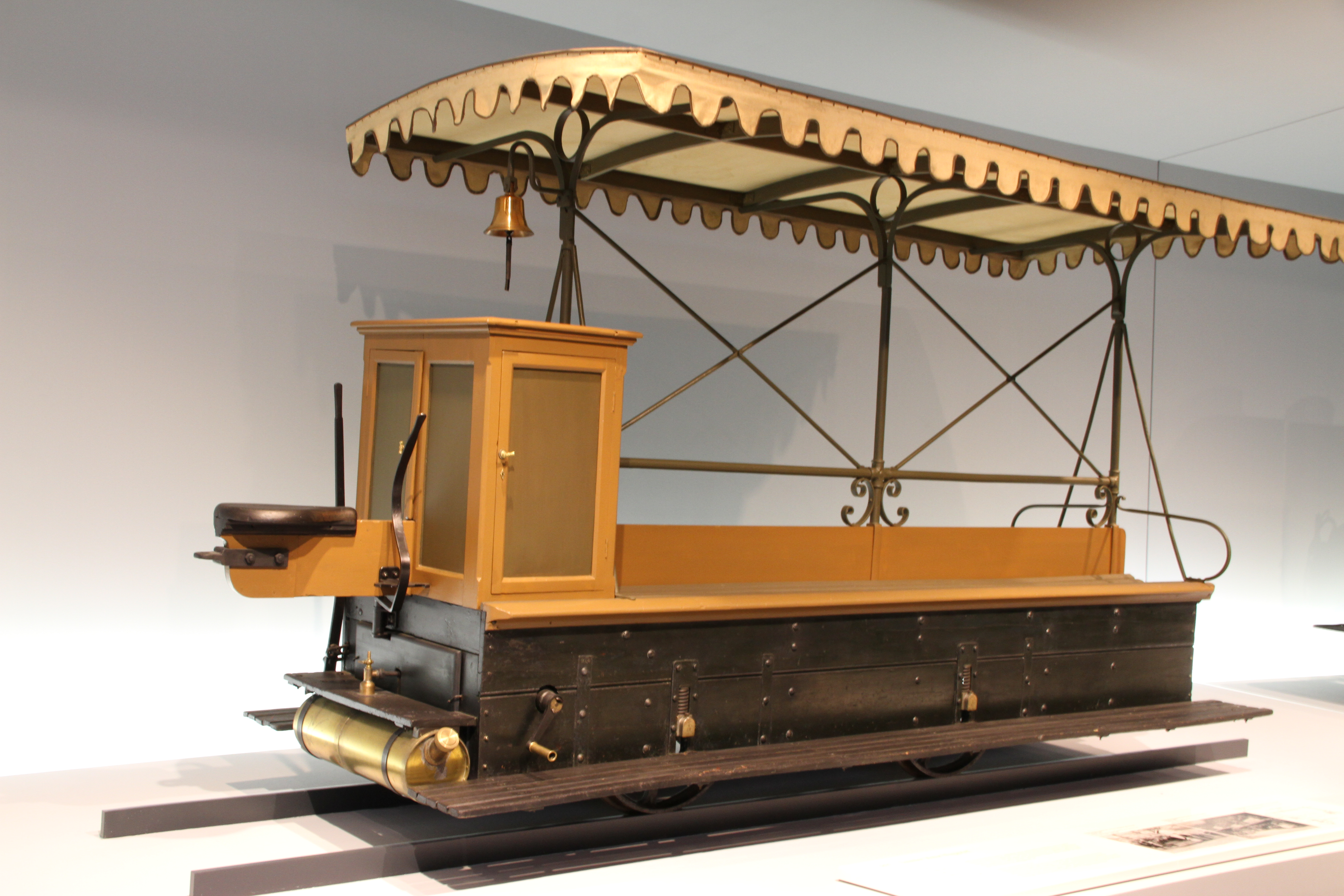
عربات قطار غوتليب دايملر "تنقل الركاب بلا كلل حول أرض المعارض في بريمن كما لو كان ذلك عن طريق السحر".

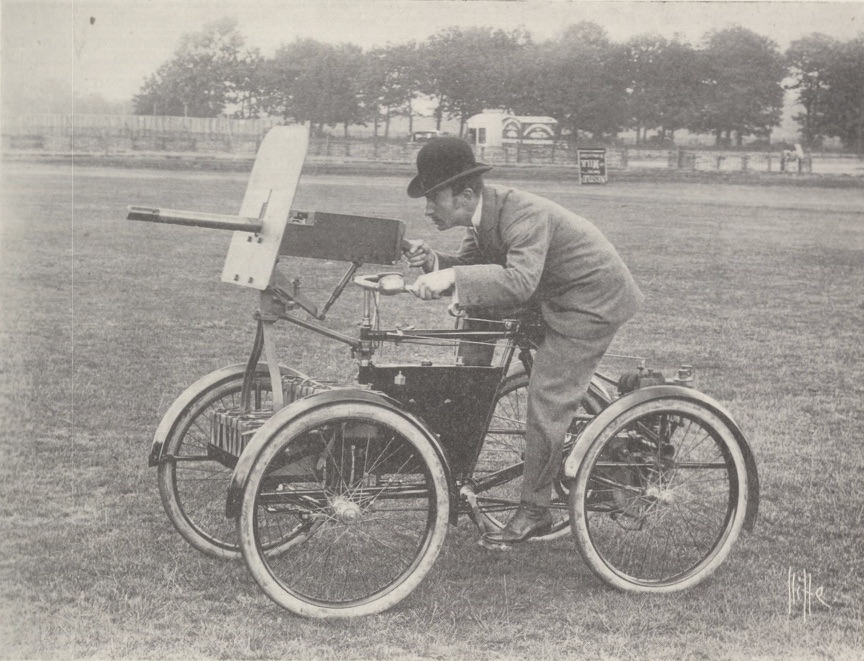
سيمز في كشافه الحركي، في يونيو 1899.

كان المهندس فريدريك ريتشارد سيمز يشرف على بناء تلفريك جوي من تصميمه الخاص لمعرض بريمن في عام 1889 عندما رأى عربات سكة حديد صغيرة تعمل بمحركات غوتليب دايملر. أصبح سيمز، الذي ولد لأبوين إنجليزيين في هامبورغ وتربى هناك، صديقًا لـ دايملر، أحد محبي اللغة الإنجليزية الذين عملوا من خريف 1861 إلى صيف 1863 في باير-بيكوك في غورتون، مانشستر.
قدم سيمز محركات دايملر إلى إنجلترا في عام 1890 لتشغيل عمليات الإطلاق. في اتفاقية مؤرخة 18 فبراير 1891، حصل على حقوق بريطانية وإمبراطورية لبراءات اختراع دايملر. في ذلك الشهر، أقامت شركة دايملر موتورين جيزيلشافت زورقًا بمحركًا لسيمز بقوة 2 حصان ومحرك إضافي. في يونيو 1891، أنشأ سيمز مكتبًا بلندن في 49 شارع ليدنهال وأسس سيمز وشركاه للاستشارات الهندسية. في مايو 1892، بدأ الزورق الذي أطلق عليه سيمز اسم كانشتات، بالشغل على نهر التايمز من بوتني. بعد عرض إطلاق محرك للأونورابل إيفلين إليس، نمت أعمال إطلاق السيارات الخاصة بشركة سيمز بسرعة، ولكنها أصبحت معرضة للخطر عندما تبين أن المحامي ألفريد هندريكس كان يأخذ أموالًا بشكل غير قانوني من الشركة. قطع هندريكس علاقاته مع شركة سيمز وشركاه في فبراير 1893. تم نقل العمل المتعلق بـ سيمز 'دايملر فيما بعد إلى شركة جديدة، (The Daimler Motor Syndicate Limited)، والتي تم تشكيلها في 26 مايو 1893.

### سيمز تخطط لصنع السيارات
بعد نجاح بيجو وبانهارد التي تعمل بمحركات دايملر في مسابقة باريس-روان عام 1894، قرر سيمز افتتاح مصنع للسيارات،
في 7 يونيو 1895، أخبر سيمز مجلس إدارة نقابة دايملر للسيارات أنه ينوي تشكيل شركة دايملر للسيارات المحدودة للحصول على الحقوق البريطانية لبراءات اختراع دايملر وتصنيع محركات وسيارات دايملر في إنجلترا. في ذلك الشهر، رتب للنقابة الحصول على عمولة عشرة بالمائة (10٪) على جميع المبيعات البريطانية لسيارات بانهارد وليفاسور التي تعمل بمحركات دايملر.
في نفس الاجتماع، أنتج سيمز أول ترخيص لتشغيل سيارة بموجب براءات اختراع دايملر. كان من أجل31⁄2 حصان بانهارد وليفاسور الذي تم شراؤه في فرنسا من قبل (The Honorable Evelyn Ellis)، الذي كان لديه ثلاث سيارات دايملر تم إطلاقها بالقرب من منزله في دتشت. في 3 يوليو، بعد أن اشترى إليس الترخيص، هبطت السيارة في ساوثهامبتون وقادها إليس إلى ميشيلديفر بالقرب من وينشستر حيث التقى إليس مع سيمز وتوجهوا معًا إلى داتشيت. قادها إليس لاحقًا إلى مالفيرن. كانت هذه أول رحلة طويلة بالسيارة في بريطانيا. أشار سيمز لاحقًا إلى السيارة باسم «دايملر موتور كاريدج».
لاحقًا في عام 1895، أعلن سيمز عن خطط لتشكيل «شركة محركات دايملر المحدودة» وبناء مصنع جديد تمامًا، مع تسليم المواد الخام بالسكك الحديدية الخفيفة، لـ 400 عامل يصنعون محركات دايملر وعربات السيارات. طلب سيمز من صديقه دايملر أن يكون مهندسًا استشاريًا للمشروع الجديد. مباني العمل في جزيرة إيل باي على نهر التايمز حيث كانت شركة (Thames Electric and Steam Launch Company)، المملوكة لأندرو بيرز من شركة (Pears Soap)، تقوم بإطلاق محركات تعمل بالطاقة الكهربائية، تم شراؤها لاستخدامها في إطلاق خدمة محرك تعمل بالطاقة دايملر.

### يبيع سيمز إلى لوسون
كان المستثمر هاري جون لوسون قد شرع في استخدام نقابة المحركات البريطانية لاحتكار إنتاج السيارات في بريطانيا من خلال الاستحواذ على كل براءة اختراع يستطيع. كجزء من هذا الهدف، اقترب لوسون من سيمز في 15 أكتوبر 1895، طالبًا الحق في ترتيب الطرح العام للشركة الجديدة المقترحة والحصول على حصة كبيرة من نقابة السيارات البريطانية. رحب سيمز بالمفاوضات، واستمرت المفاوضات على أساس أن هذه الشركة الجديدة يجب أن تستحوذ على شركة دايملر موتور سينديكيت ليمتد كمنشأة مستمرة، بما في ذلك الاسم وحقوق براءة الاختراع.
من أجل نقل تراخيص دايملر من سيمز إلى الشركة الجديدة، يجب أن يوافق جميع الشركاء السابقين على النقل. بحلول هذا الوقت، انسحب غوتليب دايملر وويلهلم مايباخ من أعمال (Daimler Motoren Gesellschaft) للتركيز على السيارات والمحركات الخاصة بهم. عرض سيمز دفع 17500 جنيه إسترليني من (DMG) مقابل النقل ولترخيص لمحرك دايملر و (Maybach's Phénix)، الذي لا تمتلكه (DMG). لذلك أصر سيمز على أن يكون النقل بشرط عودة دايملر ومايباخ إلى (DMG). تم الاتفاق على هذا في نوفمبر 1895 وأعيد دمج شركة سيارات دايملر-مايباخ مع شركة (DMG). تم تعيين دايملر مفتشًا عامًا لشركة (DMG) ومديرًا فنيًا رئيسيًا لمايباخ. في نفس الوقت أصبح سيمز مدير (DMG) لكنه لم يصبح مديرًا لشركة لندن. وفقًا لغوستاف فيشر، مدير أعمال (DMG) في ذلك الوقت، فإن إقناع سيمز لشركة دايملر بالعودة إلى (DMG) لم يكن «إنجازًا رائعًا».

اكتمل بيع شركة (Daimler Motor Syndicate) لصالح شركة لوسون بنهاية نوفمبر 1895. حقق مساهمو النقابة ربحًا قدره مائتي بالمائة (200٪) على استثمارهم الأصلي.

## مستقل (1896-1910)

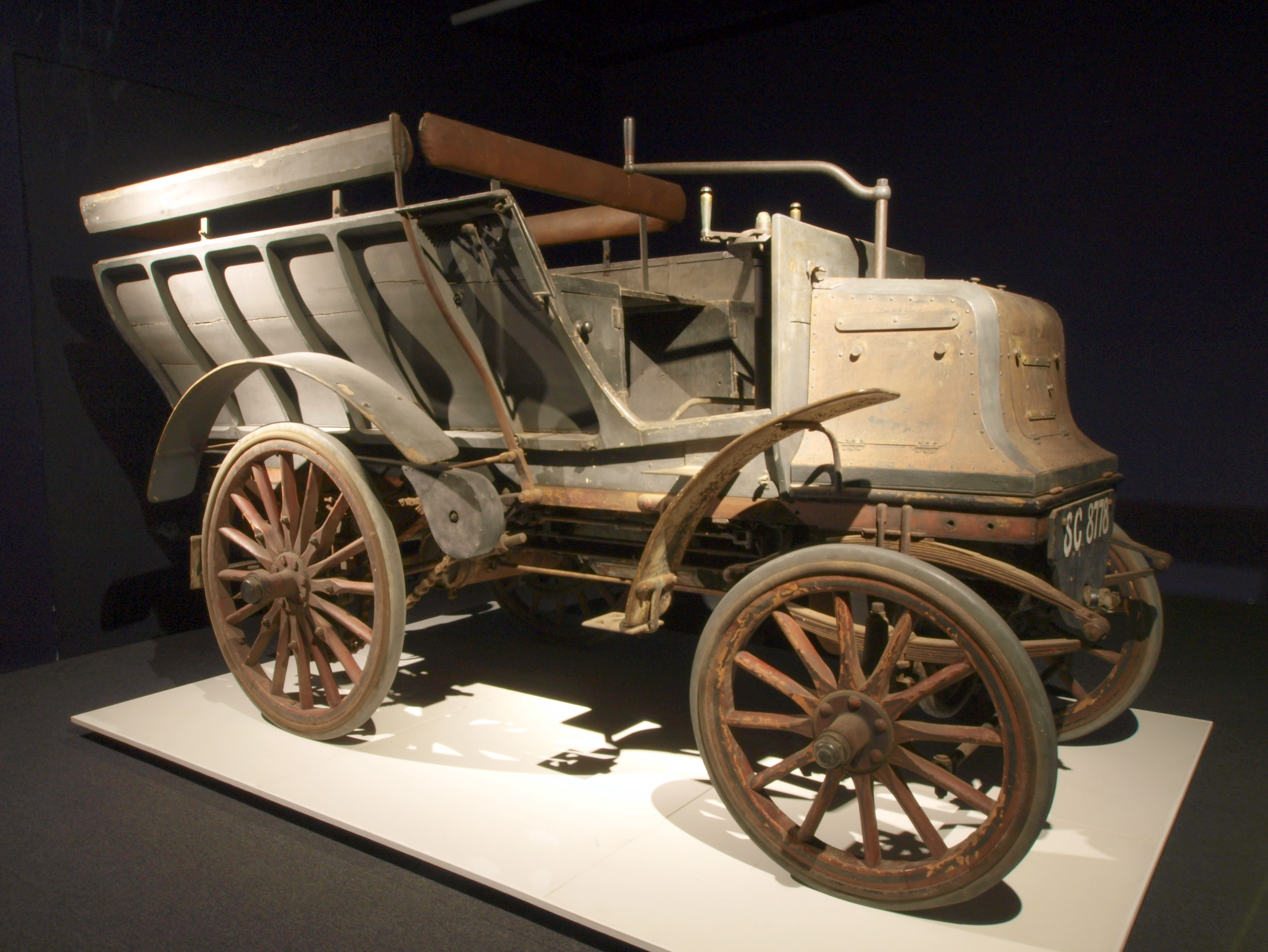
دايملر 6 حصان فرامل إطلاق النار ثنائية الأسطوانة 1897 مثال

### من البداية إلى الاستقرار

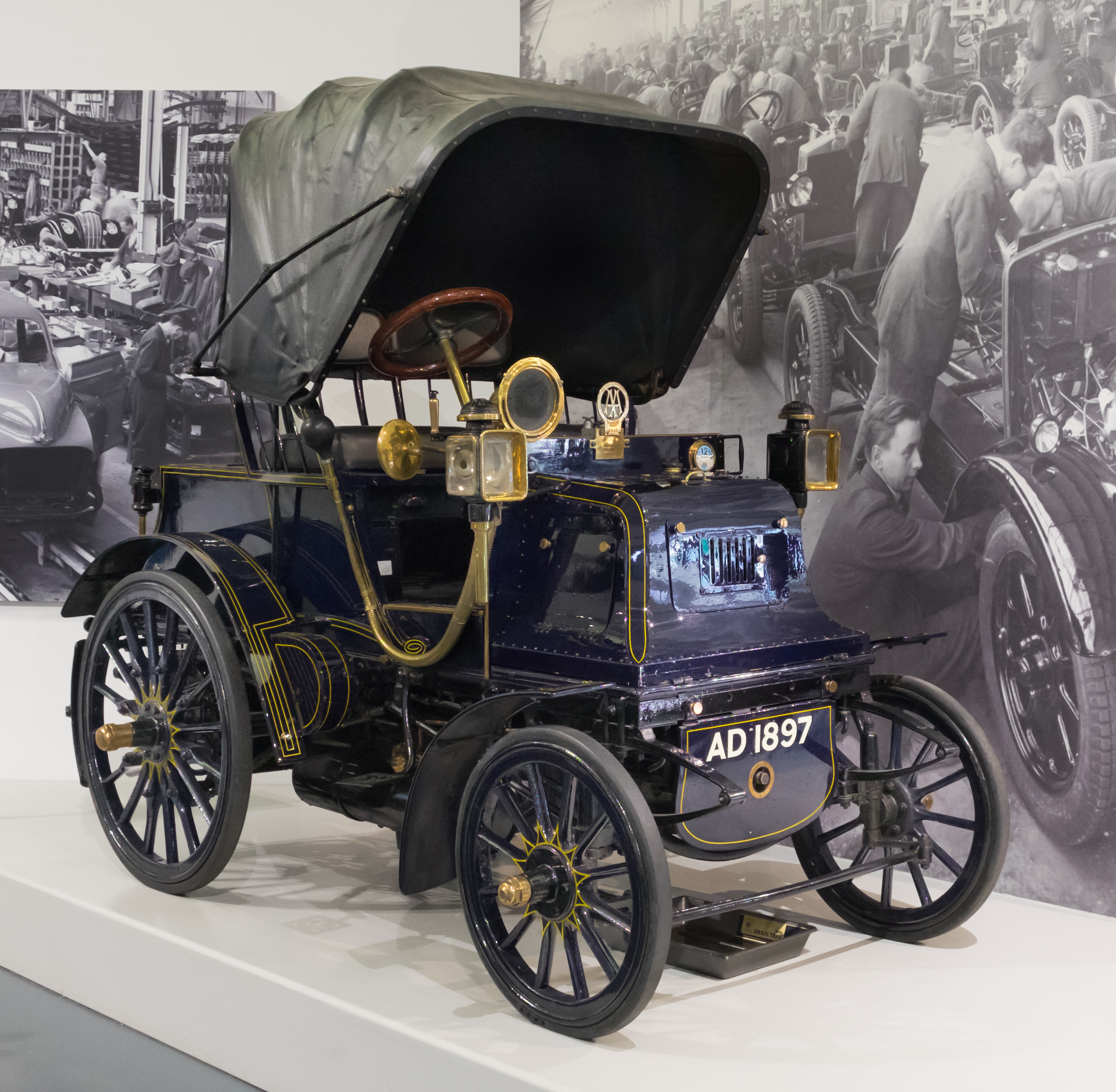
1897 بني دايملر غرافتون فايتون في كوفنتري

في 14 يناير 1896، أسس لوسون شركة دايملر موتور المحدودة. تم إصدار نشرة الإصدار في 15 فبراير. فُتحت قوائم الاشتراك في 17 فبراير وأغلقت واكتُتِبت في اليوم التالي. اشترت «شركة محركات دايملر المحدودة» شركة (Daimler Motor Syndicate Limited) من شركة (Lawson's British Motor Syndicate) كمنشأة مستمرة. تم تعيين سيمز مهندسًا استشاريًا للعمل الجديد ولكن لم يكن ليكون في مجلس الإدارة، ربما لأنه أصبح مديرًا لشركة كانشتات.
كانت إحدى الواجبات الموكلة إلى سيمز هي العثور على موقع مناسب للمصنع. عثر سيمز على (Trusty Oil Engine Works)، وهي شركة قيد الحراسة القضائية تضم موقعها الذي تبلغ مساحته ستة أفدنة في شلتنهام مسبكًا، ومتجرًا للآلات، ومنشآت اختبار. أوصى سيمز بشراء الأعمال فورًا، نظرًا لتوافر المرافق الجاهزة وتوافر العمال المهرة، يمكنهم البدء في وقت قصير جدًا. بدلاً من ذلك، في الاجتماع القانوني الأول للشركة، الذي عقد عندما كان سيمز في الخارج، أقنع لوسون مجلس الإدارة بشراء مصنع قطن مهجور من أربعة طوابق في كوفنتري كان مملوكًا من قبل مساعد لوسون إرنست تيرا هولي. على الرغم من احتجاج سيمز في وقت لاحق والنداءات لبيع المصنع وشراء (Trusty Oil Engine Works)، بقيت دايملر مع المصنع باعتباره موقع أول مصنع للسيارات في بريطانيا.
أدى التأخير في تسليم الآلات إلى إبقاء المصنع غير مكتمل طوال عام 1896 وحتى عام 1897. خلال عام 1896، باعت دايملر سيارات مستوردة من الشركات التي تحمل لوسون تراخيص لها. قدمت كانشتات أجزاء المحرك لكن تسليم رسومات العمل تأخر لعدة أشهر. تم بناء أربع سيارات تجريبية في كوفنتري وتم تفكيك شاحنة بانهارد وهندستها العكسية. بعض محركات دايملر، مع التفاصيل التي أعيد تصميمها من قبل مدير الأعمال جي إس كريتشلي، تم تصنيعها أيضًا في عام 1896.
تركت السيارة الأولى العمل في يناير 1897، وهي مزودة بمحرك بانهارد، وتبعتها في مارس سيارات بمحرك دايملر. بدأ أول منتج لمحركات كوفنتري دايملر في مارس 1897. بحلول منتصف العام كانوا ينتجون ثلاث سيارات خاصة بهم في الأسبوع وينتجون سيارات ليون بولي بموجب ترخيص. ادعى لوسون أنه صنع 20 سيارة بحلول يوليو 1897، مما جعل أول سيارة دايملر بريطانية تدخل في الإنتاج التسلسلي، وهو شرف يُنسب أيضًا إلى هامبر موتورز التي عرضت أيضًا نماذج إنتاجها، ولكن في حالتهم، في معرض ستانلي للدراجات. في لندن عام 1896. كان لدى دايملر محرك بأسطوانة مزدوجة، بسعة 1526 سي سي، مُركب في مقدمة السيارة، وعلبة تروس بأربع سرعات وسلسلة قيادة بالعجلات الخلفية.

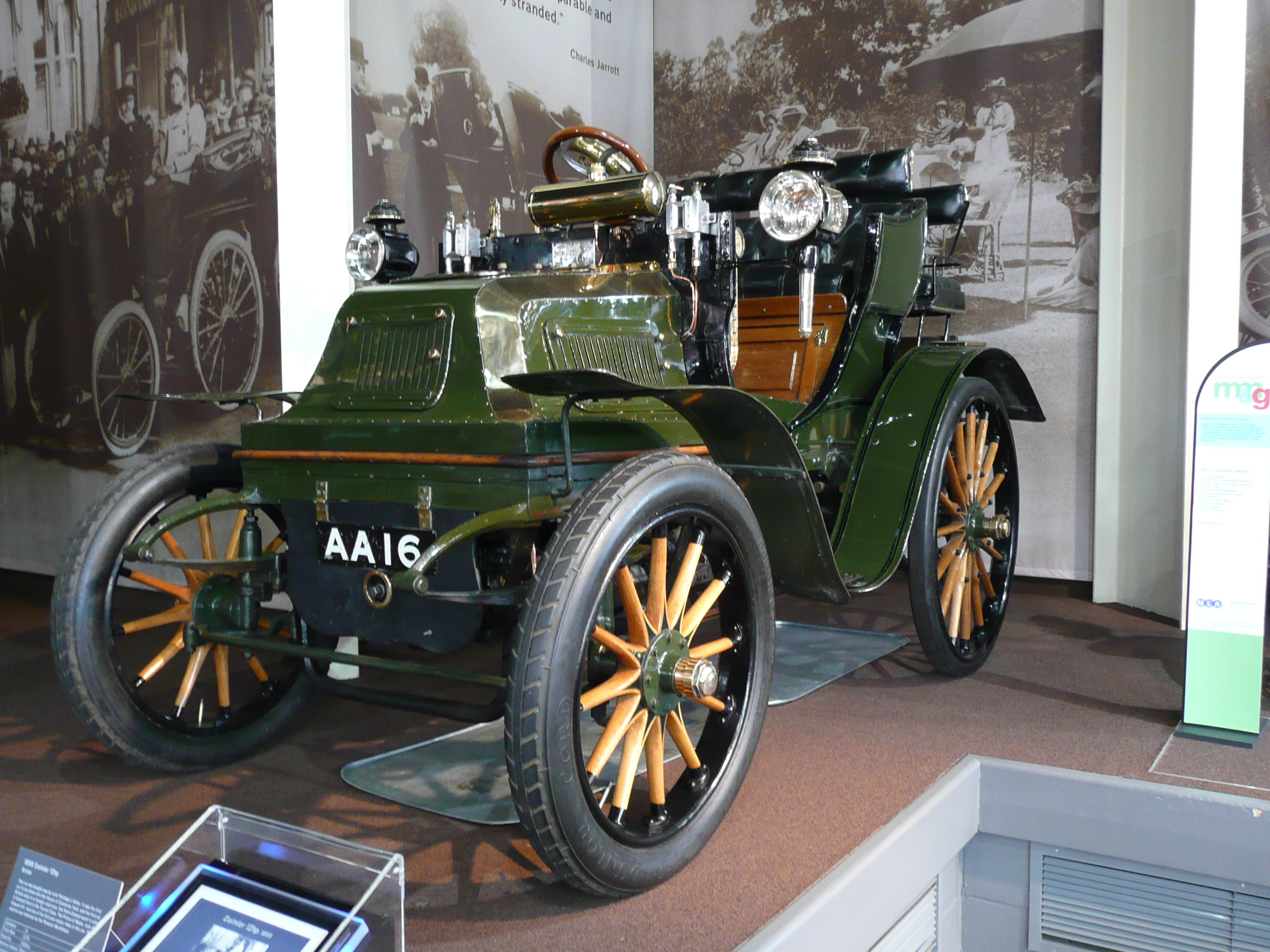
1899 12 حصان دايملر

بسبب صعوبة دايملر المالية في يوليو 1897، بدأت دايملر تطلب من شركة (Lawson's Great Horseless Carriage) تسوية حساباتها معهم. في نفس الشهر، رفضوا إرسال رسومات عمل لإطار محرك من أربعة حصان إلى (DMG) في كانستات. تسبب عدم وجود تعاون مع شركة كانستات في استقالة سيمز كمهندس استشاري لشركة دايملر في ذلك الشهر. أيضًا في يوليو 1897، باعت الشركة أعمال إطلاقها في جزيرة إيل باي بخسارة قدرها 700 جنيه إسترليني أو أكثر.
أدت الصعوبات المستمرة مع شركة (Great Horseless Carriage Company) ونقابة السيارات البريطانية إلى استقالة لوسون من مجلس إدارة دايملر في 7 أكتوبر 1897.  تم استبداله كرئيس لهنري ستورمي، الذي كان في ذلك الوقت يقضي خمسة أيام في قيادة السيارات جولة في ديملر الخاص به من جون اوغرواتس إلى لاندز إند. عند وصوله إلى لاندز إند في 19 أكتوبر، أصبح ستورمي أول شخص يقوم بهذه الرحلة في سيارة.
استقال غوتليب دايملر من مجلس إدارة شركة دايملر موتور في يوليو 1898 حيث لم يحضر أبدًا أي اجتماع لمجلس الإدارة. عارض ستورمي تعيين خليفة مقترح الذي، وفقًا لـ ستورمي، ليس لديه أي أسهم ولا يعرف شيئًا عن أعمال السيارات. تم تشكيل لجنة للتحقيق في أنشطة مجلس الإدارة والشركة. لخصت اللجنة إدارة الشركة على أنها غير فعالة وليست نشطة واقترحت إعادة تنظيمها وإدارتها من قبل مدير عام مدفوع الأجر. عندما لم تتقدم إيفلين إليس وعضو مجلس إدارة آخر لإعادة انتخابهم، تم استبدالهم بـ إي إتش بايلي وإدوارد جينكينسون، مع استبدال بايلي ستورمي كرئيس. استقال ستورمي في مايو 1899 بعد أن أعاد بايلي وجينكينسون تنظيم العمل.
اقترح سيمز، بصفته مدير (DMG)، اتحادًا بين شركة (Daimler Motor Company) في كوفنتري و (DMG) في كانشتات في منتصف عام 1900 لكن الشركة المعاد تنظيمها لم تكن مهتمة بالاندماج ورفضت العرض.
تسببت المشاكل المالية المستمرة في إعادة تنظيم دايملر مرة أخرى في عام 1904. تم إنهاء الشركة السابقة وتم تشكيل شركة جديدة للحصول على الشركة القديمة وسداد ديونها وتكاليف التصفية.
تحت رئاسة السير إدوارد جينكينسون، استأجرت دايملر المهندس الكهربائي الأمريكي بيرسي مارتن كمدير أعمال  والشخصية الاجتماعية أونديسيموس ستراتون كرئيس لمستودع لندن، وترقية إرنست إنستون إلى مدير عام. خلف جينكينسون في عام 1906 إدوارد مانفيل، مهندس كهرباء استشاري.

### الرعاية الملكية

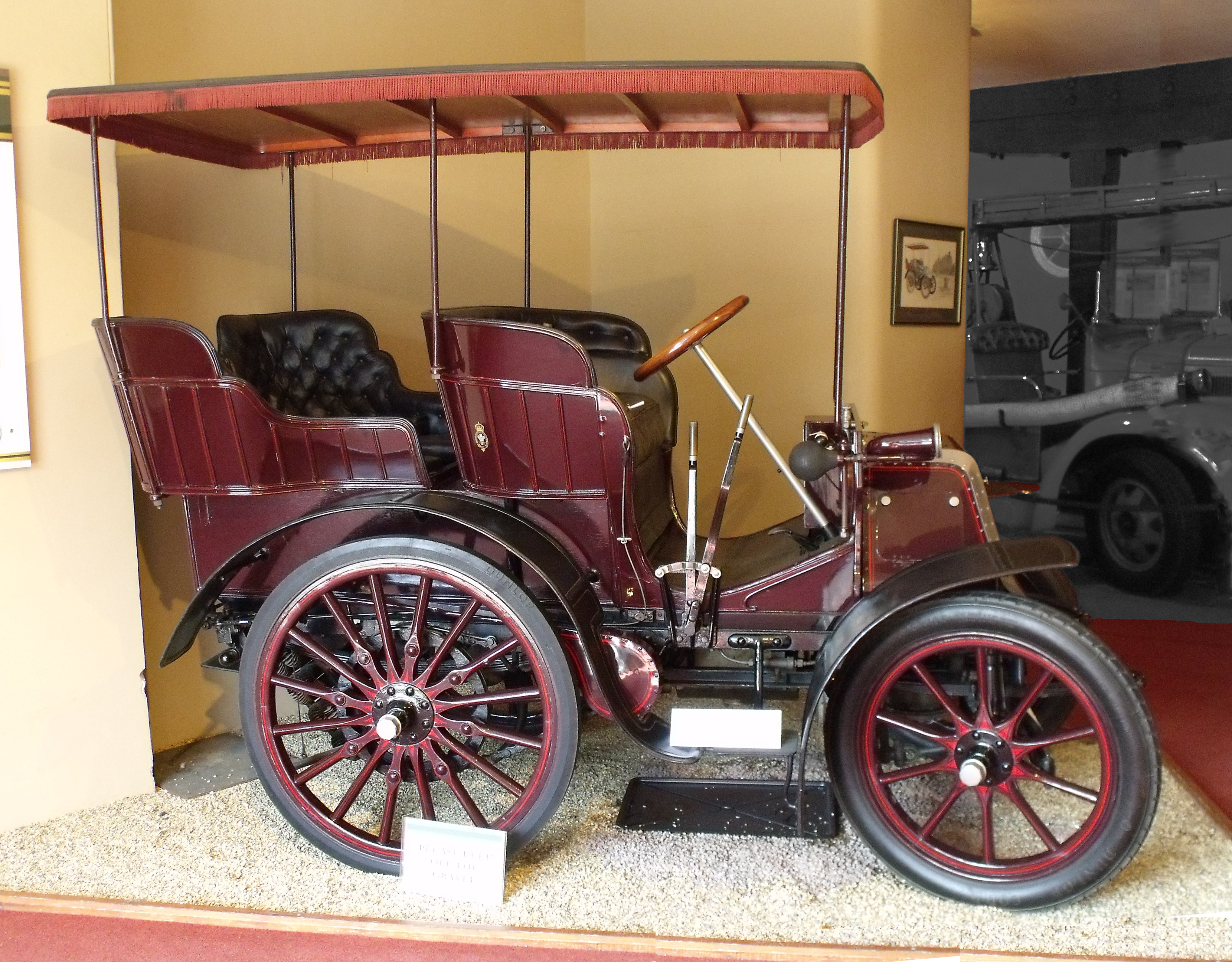
أول سيارة ملكية 6 حصان 2 اسطوانات 1527 سم مكعب مزودة بجسم "فايتون بريد" اشتراها أمير ويلز عام 1900. معروض حاليا في ساندرينغهام

اشتهرت شركة دايملر، المعروفة باسم أقدم مصنعي السيارات في بريطانيا، بالأسرة الملكية لأول مرة في عام 1898 عندما قام جون دوغلاس سكوت مونتاغو، الذي عُرف لاحقًا باسم اللورد مونتاجو من بوليو، برحلة أمير ويلز، لاحقًا إدوارد السابع، على دايملر. قام سكوت مونتاجو، بصفته عضوًا في البرلمان، بقيادة سيارة دايملر في ساحة قصر وستمنستر، وهي أول سيارة آلية يتم قيادتها هناك.
باع دايملر أمير ويلز سيارة بريدية في أوائل عام 1900. في عام 1902، عند شراء دايملر أخرى، منح الملك إدوارد السابع دايملر مذكرة ملكية كمورد للسيارات.
التقى أونديسيموس ستراتون مع إي جي جينكينسون، رئيس شركة دايملر، في عام 1903 عندما تقطعت السبل ب دايملر من جينكينسون على جانب الطريق. عند رؤية سائق السيارة الذي تقطعت به السبل، أوقف ستراتون سيارته من طراز دايملر وعرضت المساعدة. أُعجب جينكينسون بستراتون ومعرفته بالسيارات. في ذلك الوقت، كان جينكينسون يتطلع إلى استبدال رئيس مستودع دايملر في لندن، وهو منصب حساس بشكل خاص بسبب السيارات الملكية. مع تولي هذا المنصب، سرعان ما وجد ستراتون نفسه مضطرًا لاختيار أفضل سائقين وميكانيكيين من الطراز الملكي. سرعان ما أصبح رفيقًا للملك في السيارات. في عام 1908، من خلال اتصالات ستراتون الملكية، مُنحت دايملر " تعيينًا ملكيًا كمورد للسيارات إلى محكمة إسبانيا" من قبل الملك ألفونسو الثالث عشر  وأمرًا ملكيًا بصفتها "مُصنِّع سيارات لمحكمة بروسيا" "بقلم القيصر فيلهلم الثاني. باع ستراتون أيضًا دايملر لسلطان جوهور. في عام 1911، أمضى بعض عطلات نهاية الأسبوع في ساندرينغهام في تدريس أمير ويلز الجديد لعمل وقيادة السيارة.
دخلت ستراتون في شراكة مع المدير التجاري لشركة «دايملر إرنست إنستون» في عام 1921. تولى ستراتون وإنستون مسؤولية إدارة صالات عرض دايملر في 27 بال مول، وأطلقوا تسمية ستراتون إنستون على الأعمال. توفي ستراتون في يوليو 1929 بعد مرض قصير. اشترى خلفاؤه وإنستون حصة دايملر في عام 1930 وأعادوا تسمية الشركة ستراتستون المحدودة. في الصيف التالي، استأجر الملك المستقبلي إدوارد الثامن منزل ستراتون في سونينقديل من أرملته.
تم نقل كل ملك بريطاني من إدوارد السابع إلى إليزابيث الثانية في سيارات ليموزين دايملر. في عام 1950، بعد فشل ناقل الحركة المستمر في سيارة الملك، تم تكليف رولز رويس بتوفير سيارات رسمية للدولة، وعندما تقاعدت شركة دايملر، لم يتم استبدالها بـ دايملر. السيارة الرسمية الحالية للدولة هي إما واحدة من زوج تم صنعه خصيصًا لهذا الغرض من قبل بنتلي، النقل غير الرسمي بسائق من قبل دايملر. إن سيارة صاحبة الجلالة المخصصة للاستخدام الشخصي هي سيارة دايملر سوبر إيت لعام 2008، لكن يُرى أيضًا أنها تقود بنفسها في سيارات أصغر أخرى.

### المبرد المخدد

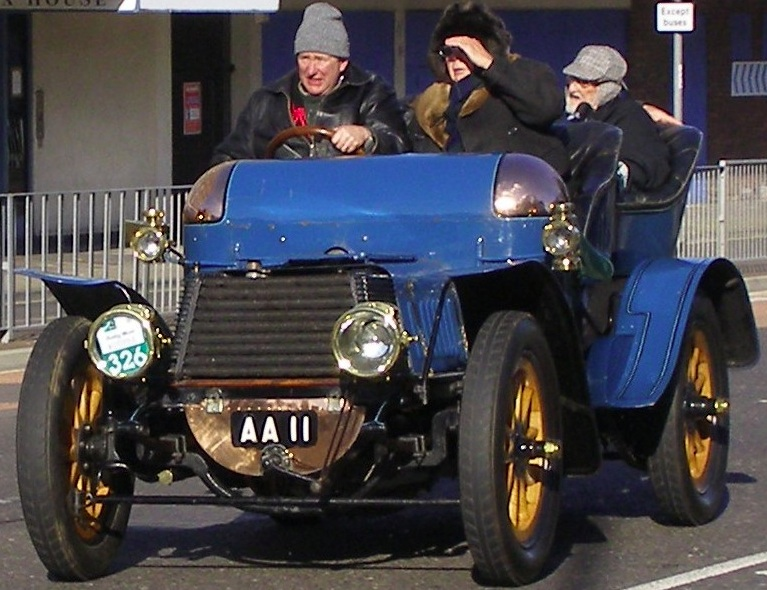
دايملر 22 حصان 4 اسطوانات. 4،503 سي سي 45 ميل في الساعة كما يقودها السير توماس ليبتون (مثال 1903)

منذ عام 1904، كان السطح العلوي المخدد لشبكة المبرد هو السمة المميزة لشركة دايملر. تم تطوير هذا الشكل من أنابيب تبريد الماء ذات الزعانف الثقيلة المتدلية من الخارج في مقدمة السيارات القديمة. في وقت لاحق، كان المبرد العمودي الأكثر تقليدية يحتوي على خزان رأسي ذو زعانف ثقيلة. في نهاية المطاف، تم صدى هذه الزعانف على غلاف شبكي واقٍ، وحتى لاحقًا، على حامل لوحة الترخيص الخلفي.

### محركات صمام الكم

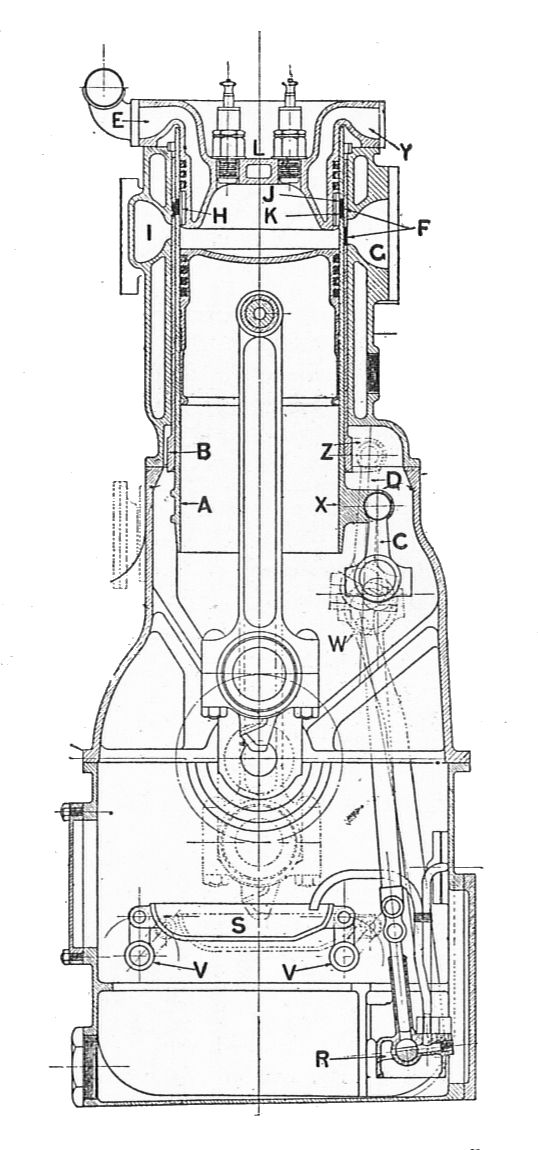
محرك نايت-دايملر، مقطع عرضي

انجذب إلى إمكانيات محرك «سايلنت نايت» رئيس شركة دايملر، اتصل بتشارلز ييل نايت في شيكاغو واستقر نايت في إنجلترا بالقرب من كوفنتري في عام 1907. اشترت دايملر حقوقًا من نايت «لإنجلترا والمستعمرات» وتقاسمت ملكية الحقوق الأوروبية، التي حصلت فيها على 60٪، مع مينيرفا البلجيكية. تعاقدت شركة دايملر مع الدكتور فريدريك لانشيستر كمستشار لهذا الغرض وتم إعادة تصميم وتنقيح كبير لتصميم نايت في سرية تامة. قدم تصميم نايت اقتراحًا عمليًا. عندما تم الكشف عن المحرك الجديد في سبتمبر 1908، أحدث ضجة كبيرة. «يكفي أن نقول إن صمامات عيش الغراب، والينابيع والكاميرات، والعديد من الأجزاء الصغيرة، جرفت جسديًا، وأن لدينا غرفة انفجار كروية بشكل شبه مثالي، وغطاء أو أنبوب من الحديد الزهر مثل ذلك الجزء من غرفة الاحتراق حيث المكبس يسافر».

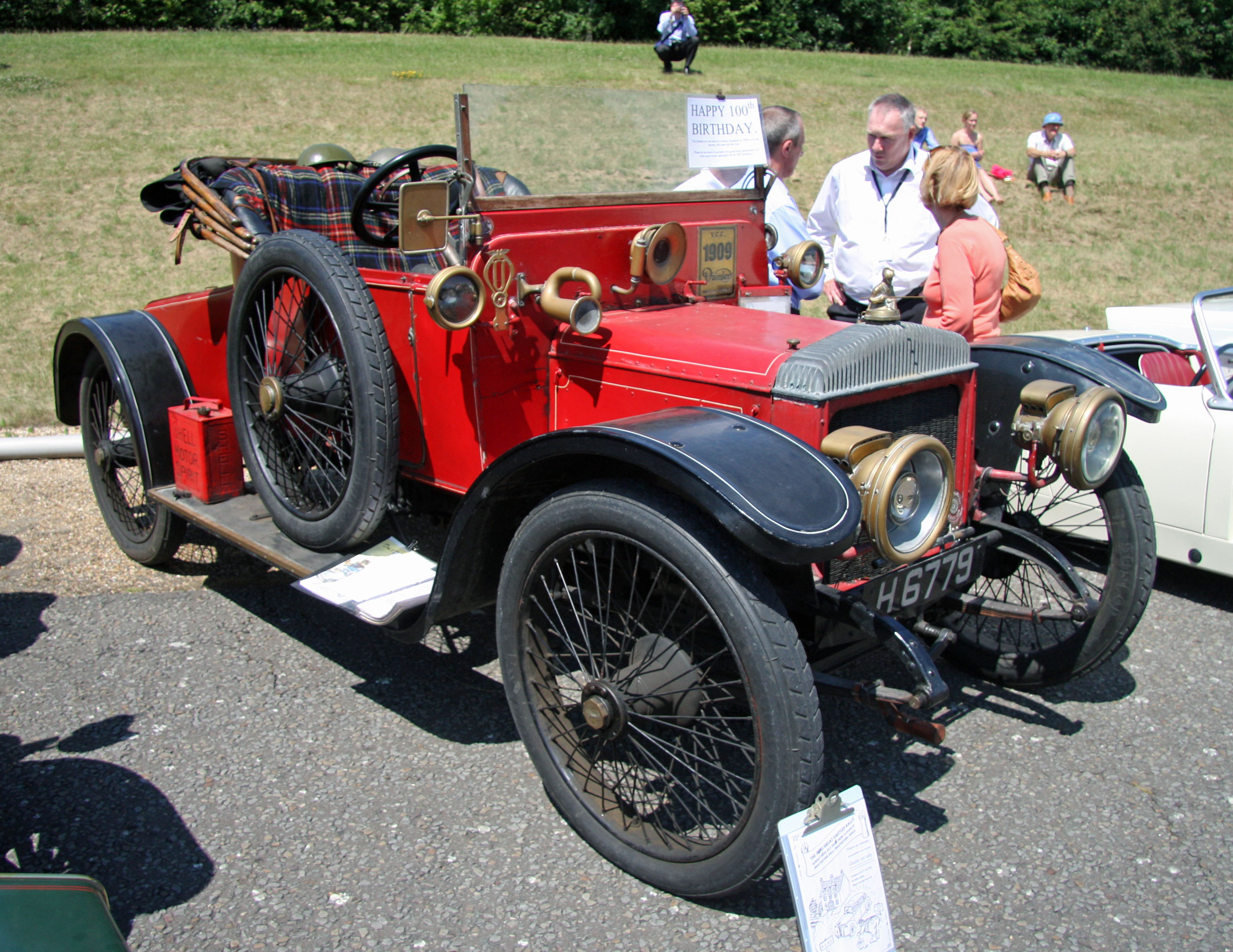
دايملر 22 حصان مفتوح بمقعدين من بين أول دايملر صمام الكم (مثال 1909)

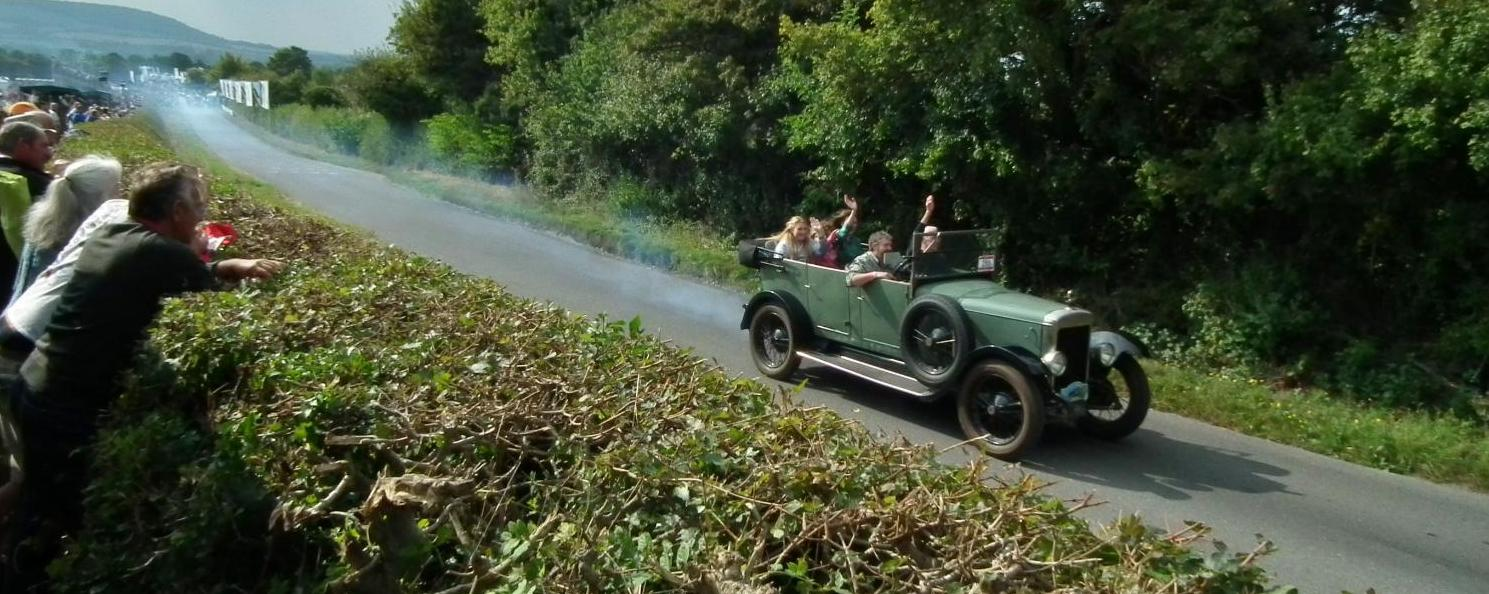
"... ترك ضباب خفيف من دخان النفط وراءه... " كوب هيل كلمب 2014

عقد نادي السيارات الملكي اجتماعا خاصا لمناقشة المحرك الجديد، الذي ما زال صامتا ولكن لم يعد «الفارس الكامل» (Wholly Knight).  ذكرت الأوتوكار «مزيجها الاستثنائي من الصمت والمرونة والقوة.» توقفت شركة دايملر تمامًا عن صنع محركات الصمامات المنبثقة. تحت مراقبة نادي السيارات الملكي (RAC)، تم وضع محركي صمام جلدي دايملر من خلال اختبارات قاسية، وطريق، ومسار، وعند تفكيكها، لم تظهر أي تآكل مرئي، مما أدى إلى حصول دايملر على جائزة ديوار عام 1909. تجاوزت المبيعات قدرة الأعمال على التوريد. 
تتباطأ محركات صمام الكم في دايملر بصمت لكنها تركت ضبابًا خفيفًا من دخان الزيت خلفها. تستهلك هذه المحركات الزيت بمعدل يصل إلى غالون إمبراطوري كل 450 أميال، يلزم وجود زيت لتزييت الأكمام خاصةً عند البرودة. ومع ذلك، وفقًا لمعايير يومهم، كانوا يحتاجون إلى القليل جدًا من الصيانة.
أبقت شركة دايملر محركاتها الصامتة ذات صمام الكم حتى منتصف الثلاثينيات. بدأ التغيير في الصمامات المنبثقة في الخامس عشر من عام 1933.

### أول حادث سير مميت في المملكة المتحدة
شاركت سيارة دايملر بقوة 6 حصان في أول حادث سيارة في المملكة المتحدة يتم تسجيله على أنه ينطوي على وفاة السائق. قُتل مهندس شاب في عام 1899 عندما انهارت حافة عجلة السيارة الخلفية التي كان يقودها بسبب الكبح الشديد في منعطف على طريق منحدر في هارو على التل. تم إلقاء السائق وركابه الأربعة من السيارة. أصيب أحد الركاب بكسر في جمجمته في الحادث وتوفي في المستشفى بعد ثلاثة أيام.

## تحت «بي إس إيه» (1910–1960)

### الاستحواذ من قبل «بي إس إيه»

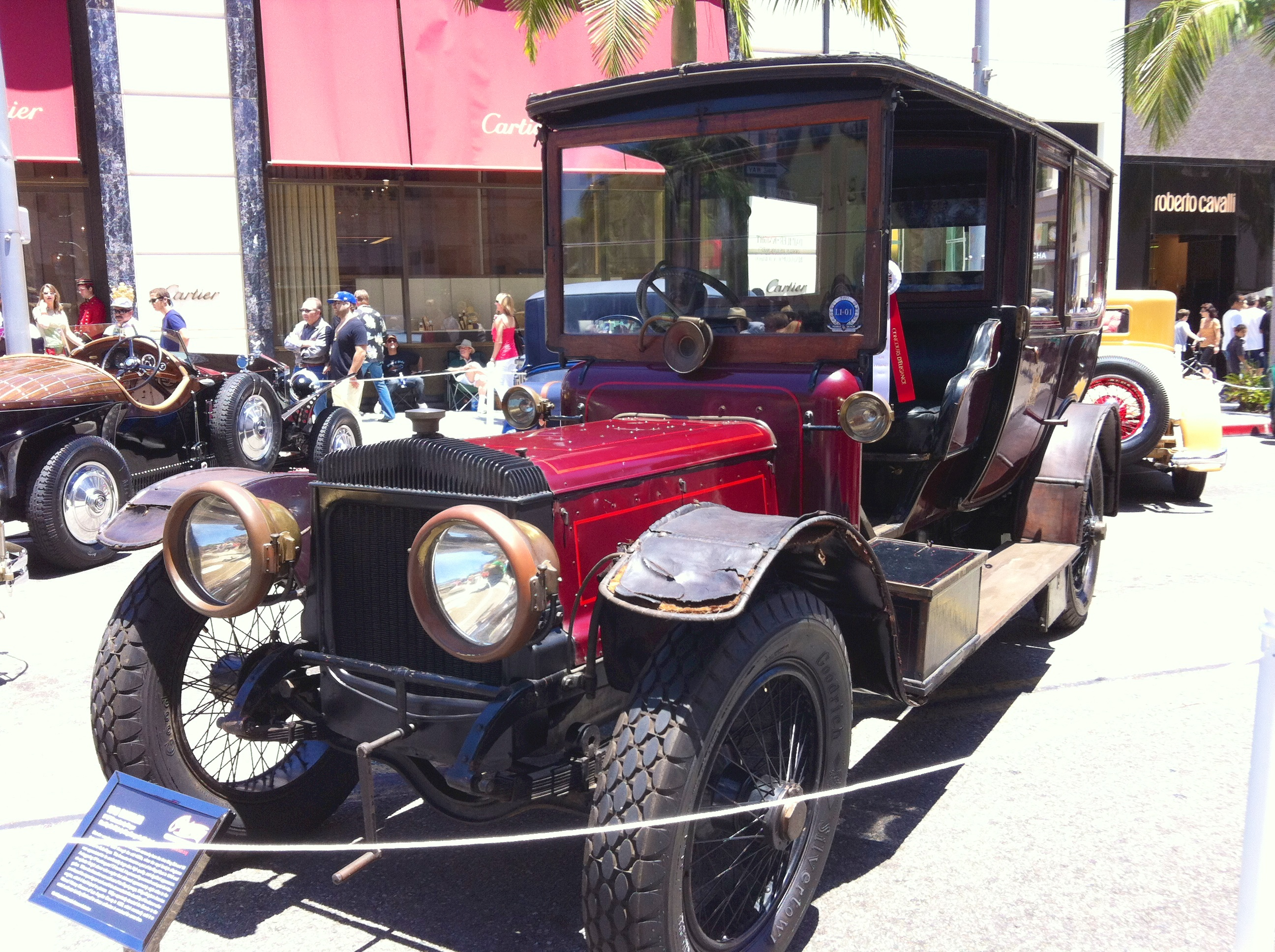
1910 دايملر 57 حصان ليموزين، سيارة رسمية للدولة للملك جورج الخامس

بموجب اتفاقية مؤرخة في 22 سبتمبر 1910، قام المساهمون في شركة دايملر موتور المحدودة «بدمج ممتلكاتهم مع مجموعة شركات برمنغهام للأسلحة الصغيرة (BSA)،»[بحاجة لمصدر] تلقي خمسة أسهم «بي إس إيه» مقابل أربعة أسهم عادية في دايملر و 1 جنيه إسترليني 5 بالإضافة إلى الأرباح المستحقة لكل سهم ممتاز بقيمة 1 جنيه إسترليني. تم تصميم هذه الصفقة من قبل دودلي دوكر، نائب رئيس «بي إس إيه»، الذي اشتهر بعمليات الدمج التجارية الناجحة السابقة.
كان لدى شركة دايملر، الشركة المصنعة للسيارات، كشوف رواتب من 4116 عاملاً و 418 موظفًا قبل الاندماج مباشرة. أنتجت «بي إس إيه» بنادق وذخيرة ومركبات عسكرية ودراجات هوائية ونارية وبعض السيارات التي تحمل علامة «بي إس إيه». كان رئيس المجموعة المشتركة هو إدوارد مانفيل، الذي كان رئيسًا لجمعية مصنعي وتجار السيارات - التي أسسها سيمز - منذ عام 1907.
ومع ذلك، لم يكن الاندماج نجاحًا كبيرًا. بحلول عام 1913، كان لدى دايملر قوة عاملة قوامها 5000 عامل، مما جعلها تنتج 1000 سيارة فقط في السنة.

### قسم تجاري

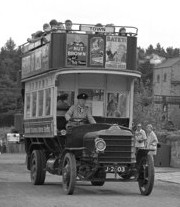
نسخة طبق الأصل لعام 1913 من حافلة دايملر CC ذات الطابقين

في عام 1911، كان لدى دايملر خطط لإنشاء شركة (Premier Motor Omnibus Company) (التي تدير حافلات دايملر) وتعيين فرانك سيرل (شركة لندن جنرال أومنيبوس سابقًا) كمدير إداري. ومع ذلك، كان لابد من إلغاء الخطط في اللحظة الأخيرة، وبدلاً من ذلك، أنشأ المدير الإداري لشركة دايملر، بيرسي مارتن، القسم التجاري لشركة دايملر، برئاسة فرانك سيرل. شاركت دايملر في تصميمات مختلفة للمركبات التجارية لبعض الوقت، وقد أدى ذلك إلى جلب الشاحنات والشاحنات والحافلات والجرارات وعربات السكك الحديدية تحت نفس رئيس القسم. استخدمت جميع المركبات محركات البنزين دايملر ذات الصمام الكمي، والعديد منها يستخدم محرك ستة أسطوانات على خط مستقيم بسعة 15.9 لتر وبقوة 105 حصان.
تبع الإعلان عن المنتجات الجديدة بسرعة، تم إطلاق جرار بقوة 36 حصان في معرض نورويتش الزراعي في يونيو 1911، وأكبرها نسخة 105 حصان (مشروع مشترك مع وليام فوستر وشركاه) في يناير 1912 (مخصص بشكل أساسي لسوق أمريكا الجنوبية). كلاهما يستخدم محرك دايملر ذو صمام الكم، وهو جرار أكبر بست أسطوانات يحتوي على محرك بدء تشغيل «بي إس إيه» صغير. المقال الرئيسي جرار فوستر-دايملر.
في يناير 1912، تضمنت المركبات التجارية الجديدة شاحنة نقل حمولة 1 طن، وشاحنة من 2 إلى 5 أطنان و 40 الجامع حصان.
كانت الحافلات والشاحنات قادرة على استخدام نفس الهيكل والمحركات، وكما كانت الممارسة الشائعة للمركبات التجارية، تم تركيب هيكل السيارة حسب الطلب. طلب ترام متروبوليتان إليكتريك 350 حافلة ذات طابقين في عام 1912 وتم بيع المحركات لشركة لندن العامة أومنيبوس (LGOC). كانت طرز الحافلات عبارة عن 13 قدمًا بقاعدة عجلات CB (نفس هيكل الشاحنة 4 أطنان) وقاعدة عجلات 12 قدمًا CC، وكلاهما مع محركات 40 حصان. مع بداية الحرب العالمية الأولى CC، توقف إنتاج الشاسيه وتم زيادة إنتاج CB لشاحنات الجيش.
كانت شاحنة تسليم نصف طن تعتمد على 12 حصان هيكل مماثل لهيكل السيارة.
استخدم مشروع عربة السكك الحديدية 2 من المحركات الكبيرة ذات الست أسطوانات. أنشأت شركة دايملر عربة سكة حديد في عام 1904، وعلى الرغم من أنها دخلت الخدمة لفترة وجيزة، إلا أنها لم تكن ناجحة. كان المشروع الجديد في عام 1911 ذا تصميم متطور مع محركات شحن المراكم التي يمكن استخدامها لتوفير تعزيز الطاقة، أو لقيادة السيارة في حالة تعطل المحرك. تم الانتهاء من هيكل السيارة في عام 1913. أوقفت الحرب الاختبار على الرغم من أنه كان جيدًا، على الرغم من أنه لم يكن نجاحًا تجاريًا وفي عام 1921 تم إسقاط مشروع السكك الحديدية.

كان هناك ارتباط وثيق بين «شركة المعدات المرتبطة» (Associated Equipment Company) - (AEC) والقسم التجاري لشركة دايملر. قامت شركة دايملر بتأمين حقوق التسويق الوحيدة لأي هيكل من هياكل شركة (AEC) بخلاف تلك التي يطلبها مالك شركة (AEC) (شركة لندن جنرال أومنيبوس)، وفي المقابل كان على شركة (AEC) أن تلائم محركات دايملر في هيكلها. تم إبرام هذه الاتفاقية في عام 1912، واستمرت حتى تم تركيب محرك تايلور على مركبات الخدمة الحربية التابعة لشركة (AEC). في أواخر العشرينيات من القرن الماضي، شكل القسم التجاري لشركة (AEC) ودايملر شركة Associated دايملر لبناء المركبات التجارية. تم حل الجمعية في عام 1928 مع احتفاظ كل شركة بتصنيع منتجاتها الأصلية.

### النقل الملكي

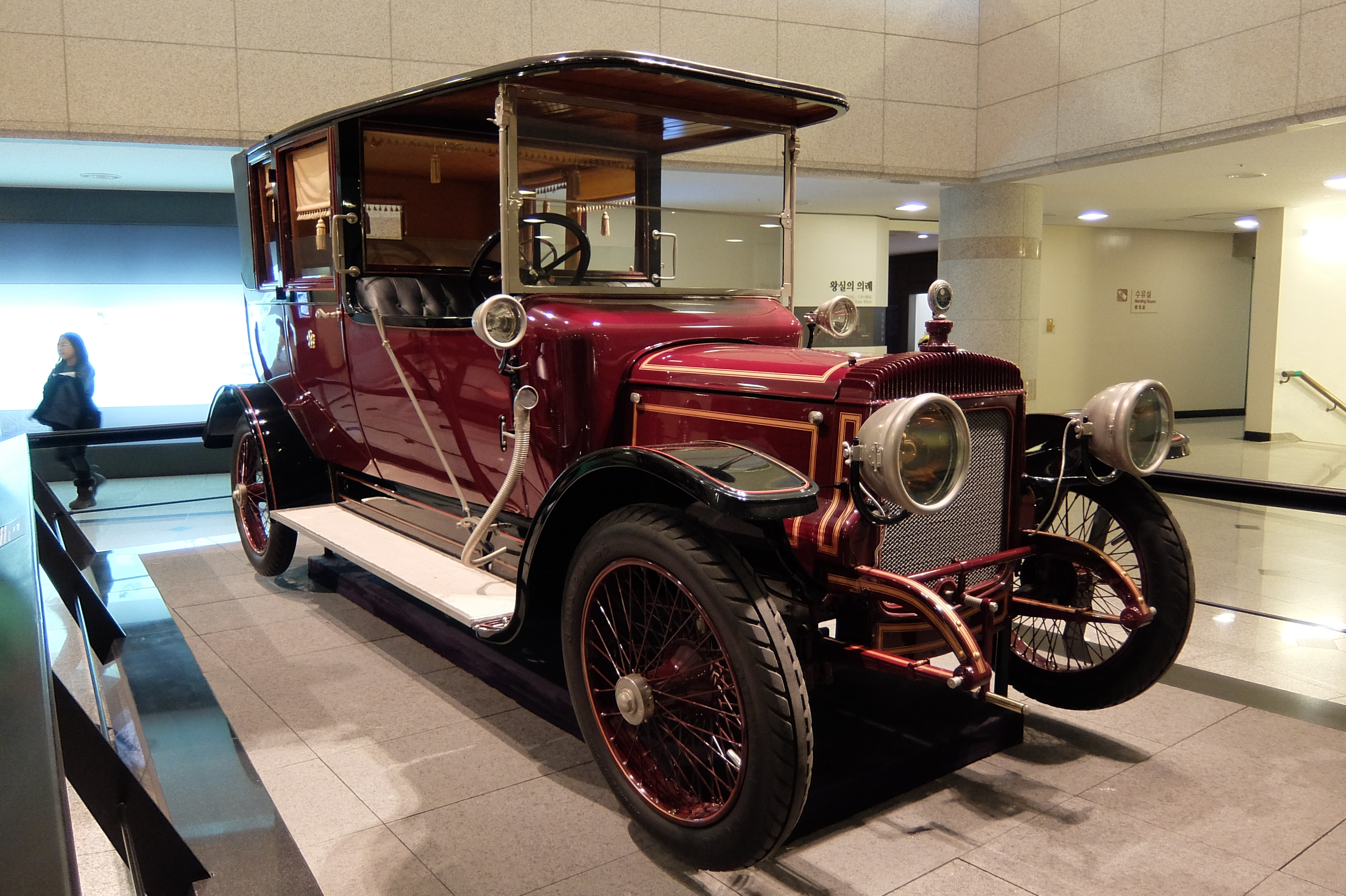
دايملر 20 ليموزين مفتوح محرك لإمبراطورة كوريا

بحلول عام 1914، تم استخدام الدايملر من قبل العائلات المالكة بما في ذلك أسر بريطانيا العظمى وألمانيا وروسيا والسويد واليابان وإسبانيا واليونان؛ «قائمة مالكيها بين النبلاء البريطانيين تُقرأ مثل ملخص ديبرت»؛ زود وكيل بومباي الأمراء الهنود. يتولى الوكيل الياباني Okura المبيعات في منشوريا وكوريا.

### عمل الحرب العالمية الأولى

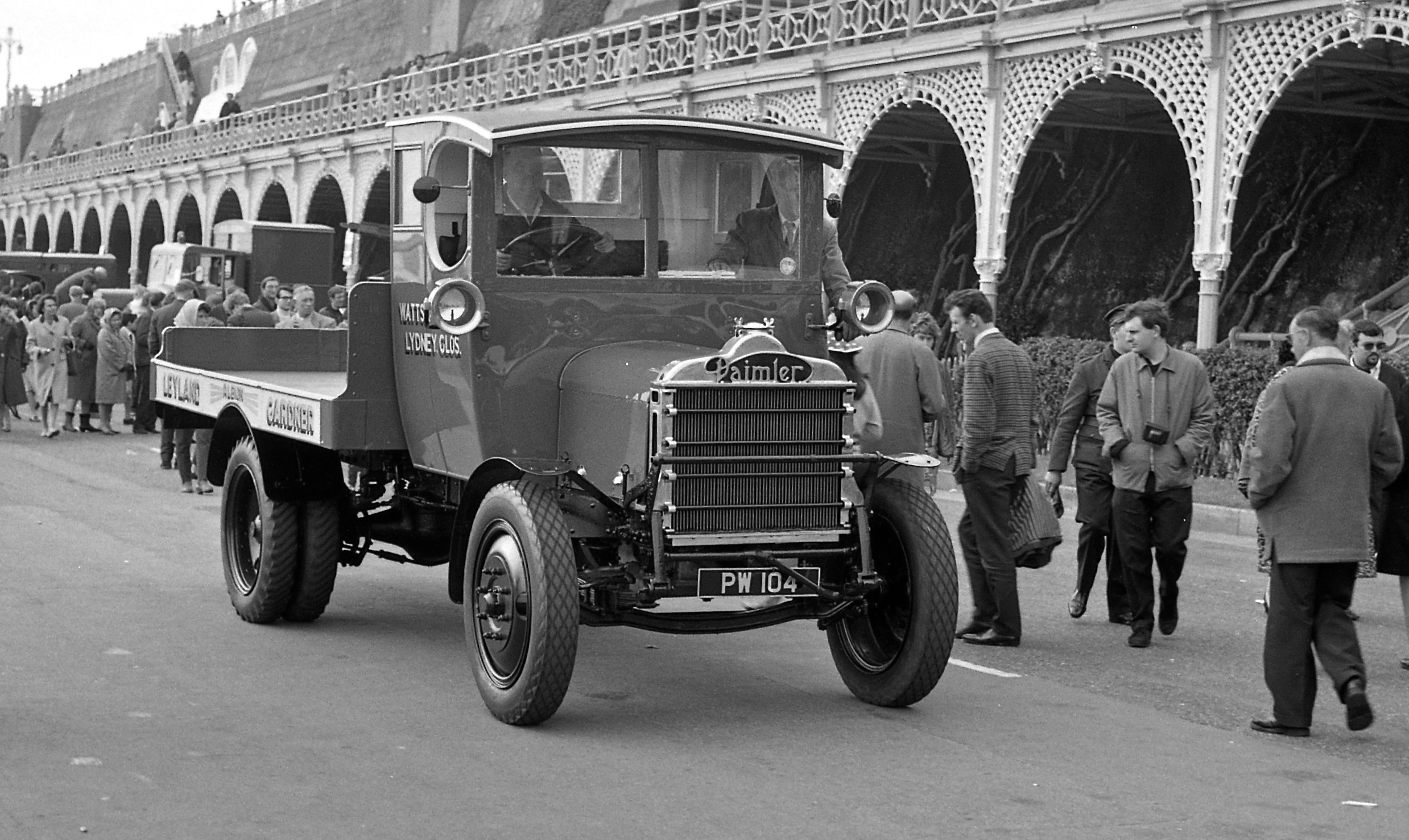
دايملر CB-type 40hp شاحنة 3 طن، 1915

خلال الحرب العالمية الأولى، أخذ الجيش سيارات الإنتاج العادية والشاحنات والحافلات وسيارات الإسعاف جنبًا إلى جنب مع مركبة الجيش الكشفية والمحركات المستخدمة في سيارات الإسعاف والشاحنات والحافلات ذات الطابقين. وشملت المنتجات الخاصة المحركات الهوائية والطائرات الكاملة ومحركات الدبابات والجرارات والذخيرة.
كان أول محرك طائرة صنعته شركة دايملر هو 80 حصان غنوم مونوسوباب دوار. مع عدم وجود رسومات متاحة لهم، تم إجراء هندسة عكسية لمحركات دايملر غنوم من محرك تم تسليمه لهم في 7 أغسطس 1914. قامت دايملر لاحقًا ببناء (RAF 1) و 1a V8s، و (RAF 4) و 4a V12s، ولي رهوني الرحوي وبنتلي بي أر2 الرحوي جنبًا إلى جنب مع الشركات المصنعة الأخرى. أعطى إنتاج محركات (RAF 4) خبرة دايملر في بناء محركات V12 والتي ستكون محل تقدير عندما صمموا وصنعوا فيما بعد محركات «دبل-سكس» V12 لسياراتهم الكبيرة.
قامت شركة دايملر بتدريب ميكانيكي القوات الجوية في أعمالها وأصبحت أساليب التدريب الخاصة بها هي المعيار لجميع الشركات المصنعة التي تقوم بتوجيه ميكانيكا سلاح الجو الملكي البريطاني.
تمتلك دايملر ورشة هياكل خاصة بها، ولديها القدرة على النجارة لبناء طائرة كاملة. بحلول نهاية عام 1914، قاموا ببناء 100 وحدة من مصنع الطائرات الملكي (BE2c). تبعها (BE12) و (RE8). اشترت دايملر حقلاً مفتوحًا بجانب مصنعها في رادفورد، وقامت بتطهير الموقع، وجعله متاحًا للحكومة، التي حولته إلى موقع اختبار سلاح الجو الملكي البريطاني الرئيسي للطائرات التي تم بناؤها في منطقة كوفنتري. على الرغم من أن دايملر أعدت لإنتاج قاذفة FE4 لمصنع الطائرات الملكي، إلا أنه تم إلغاء الطائرة بسبب الأداء الضعيف. آخر طائرة تم إنتاجها في زمن الحرب كانت قاذفة ايركو DH.10 اميان عندما كانوا يصنعون 80 طائرة في الشهر.

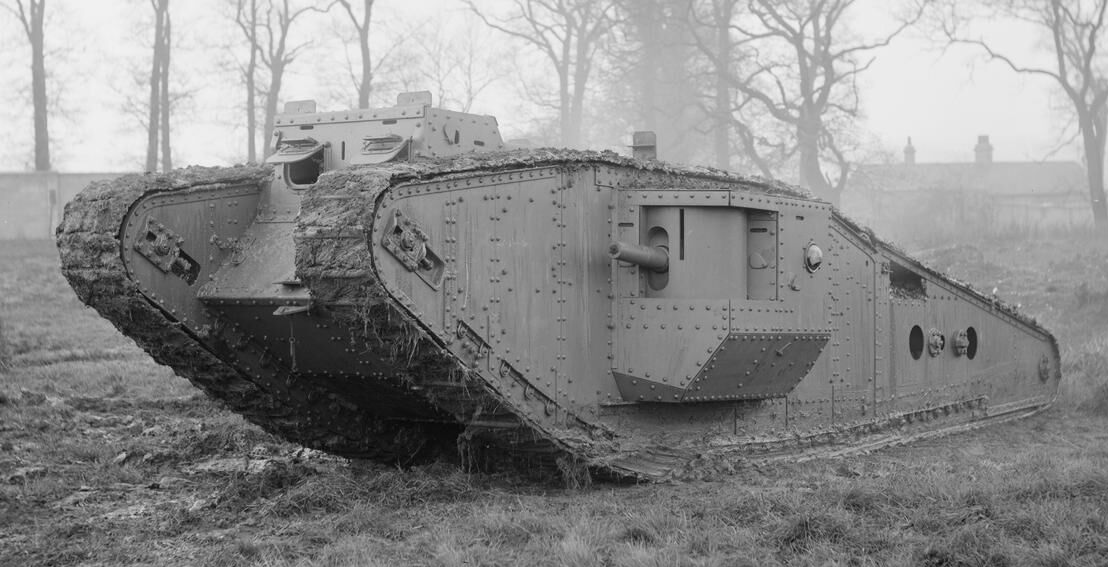
دبابة مارك الرابعة البريطانية، ذات ذيل ممتد مصممة لتحسين قدرتها على عبور الخنادق. مدعوم من نسخة من محرك دايملر 105 حصان

قبل الحرب، كان دايملر يصنع 105 محركات HP لجرار فوستر-دايملر الذي تم تصنيعه بواسطة وليام فوستر وشركاه. في مشروع مشترك مع دايملر لسوق أمريكا الجنوبية. تم تطوير هذه الجرارات إلى جرارات مدفعية لسحب 15 بوصة (380 مـم) مدافع الهاوتزر. بدأ إنتاج جرارات المدفعية في 3 ديسمبر 1914. تم استخدام هذه المحركات لاحقًا لأول دبابات بريطانية تم بناؤها على الإطلاق، النماذج الأولية «ليتل ويلي» (Little Willie) و «موذر» (Mother) ولاحقًا في إنتاج دبابة مارك الأولى. كانت إحدى الصعوبات الرئيسية للدبابات هي ضباب الزيت الناعم فوق محركات دايملر الخاصة بهم والتي سرعان ما علم العدو أن الدبابات كانت تعمل في مكان قريب إذا كانت بعيدة عن الأنظار. كانت الدبابات الأولى تزن 28 طنًا. كانوا جميعًا من شركة دايملر. قام دبابة مارك الرابعة - وهو أول تحسن كبير في التصميم - بترقية المحركات التي توفر 125 حصان. تحتوي هذه المحركات على مكابس من الألومنيوم ويعتقد أن ولتر أوين بنتلي صممها أثناء عمله على محرك بنتلي بي أر 1 الدوار في كوفنتري.

صنع دايملر أكثر من اثني عشر بوصة (305 مم) أغلفة من أي شركة خاصة أخرى في الدولة، مع ذروة إنتاج أكثر من 2000 غلاف في اليوم. تم تشكيل كل منها من 990 رطل تزوير وصولاً إلى وزن نهائي قدره 684 رطل

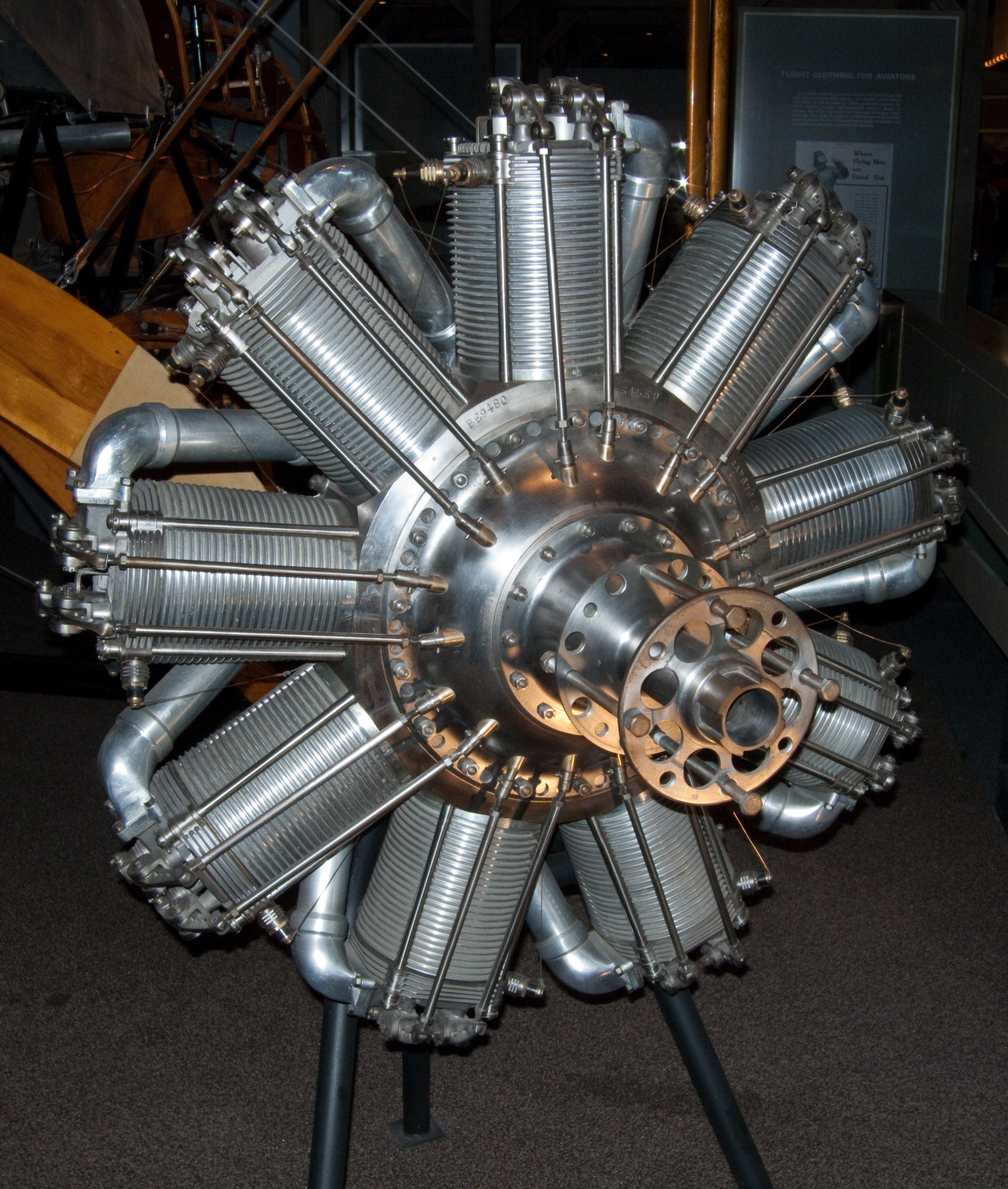
بنتلي BR2 محرك جوي
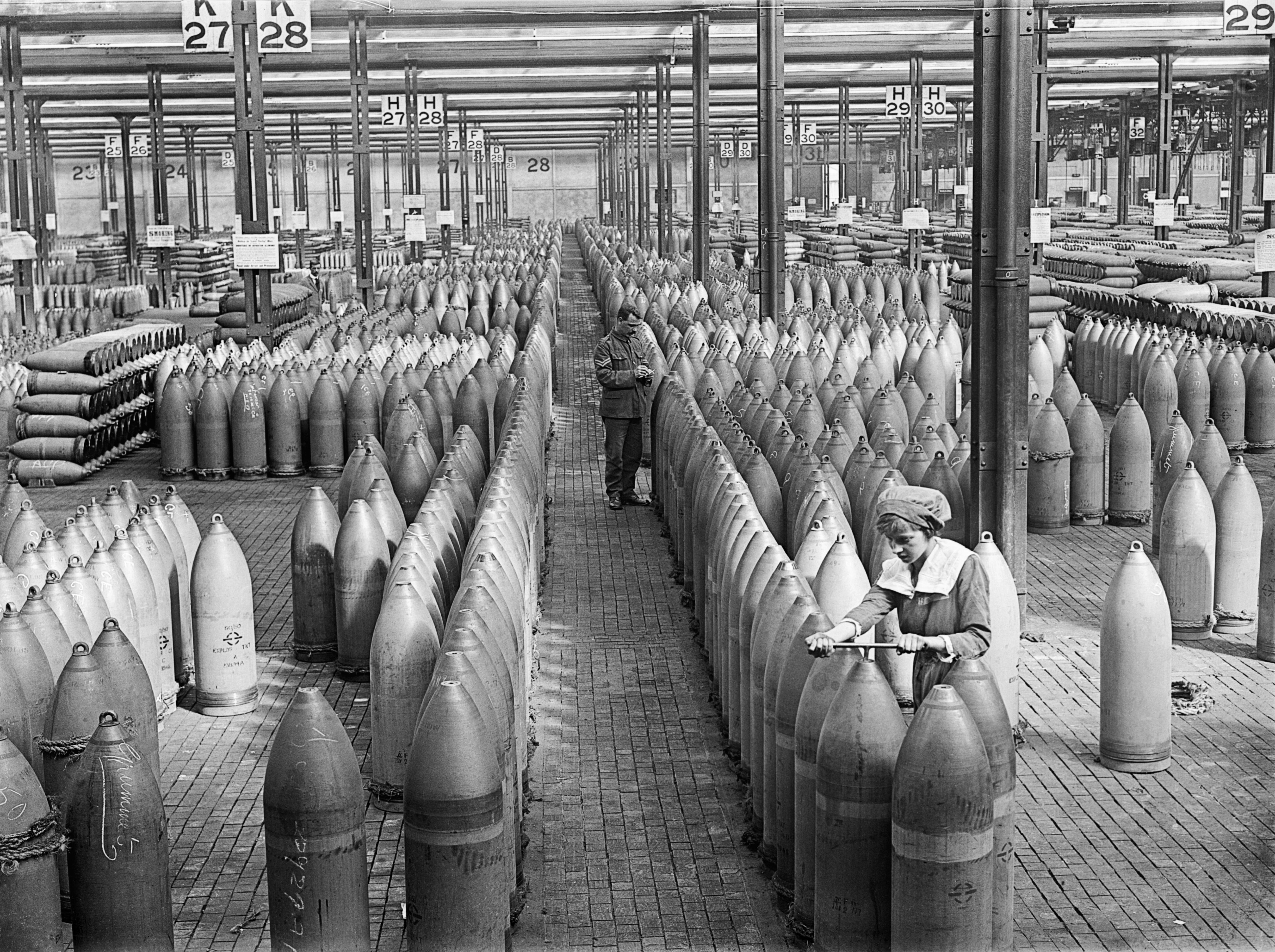
قذائف مدفعية 12-بوصة
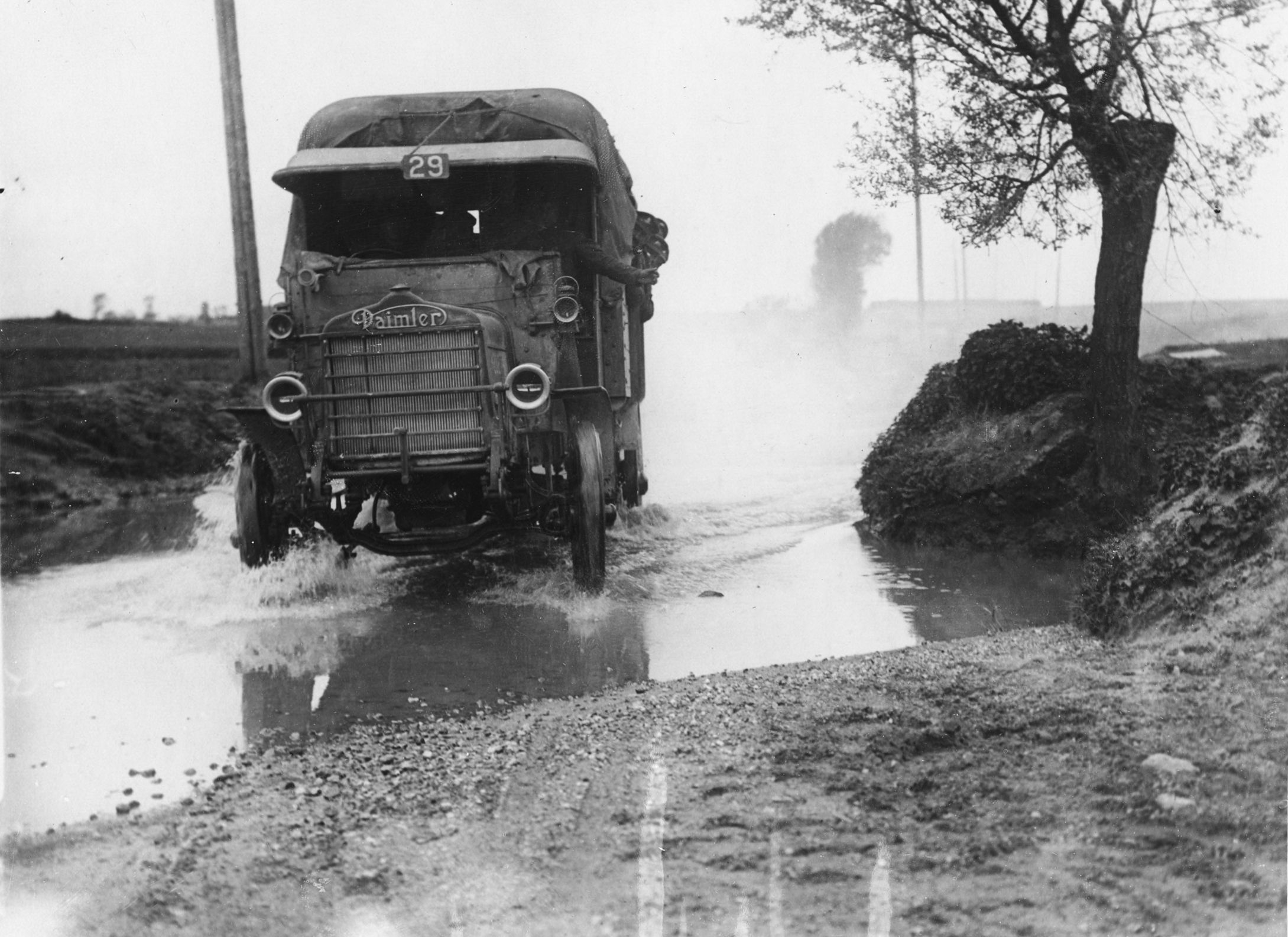
شاحنات دايملر على الجبهة الغربية (الحرب العالمية الأولى)
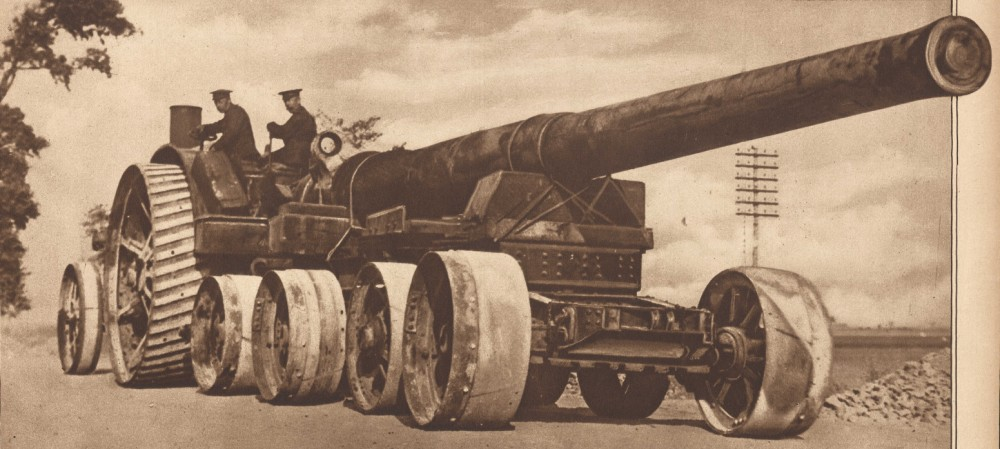
جرار مدفعي دايملر-فوستر 105حصان
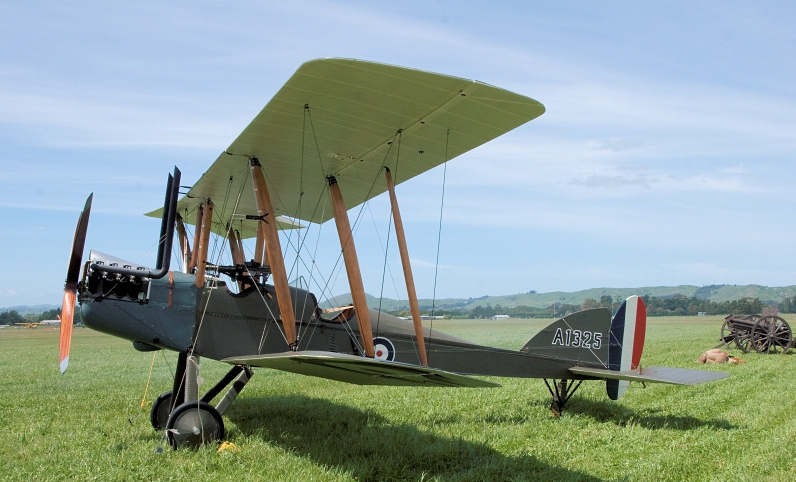
B.E.2f في ماسترتون [الإنجليزية]، نيوزيلندا 2009

### الطيران المدني

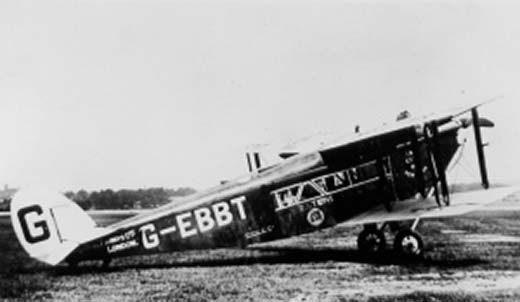
دي هافيلاند دي إتش.34
خطوط دايملر بكسوة باللونين الأحمر والأبيض

بعد الهدنة، تقرر أن تقوم شركة دايملر هاير بتمديد خدمات السفر الفاخرة لتشمل الطائرات المستأجرة من خلال مؤسسة جديدة، دايملر «أير هاير» (Air Hire). بعد تولي شركة إيركو والشركات التابعة لها في فبراير 1920، اشتملت الخدمات على خدمات مجدولة من لندن - باريس بالإضافة إلى «سيارات الأجرة» إلى «أي مكان في أوروبا». في عام 1922، امتدت خدمات دايملر ايرواي إلى رحلات مجدولة من لندن إلى برلين وأماكن بين. انتقل فرانك سيرل، العضو المنتدب لشركة دايملر هاير والشركات التابعة لها مع نائبه همفري وود إلى شركة الخطوط الجوية الإمبراطورية الوطنية الجديدة عند تشكيلها في 1 أبريل 1924. شكلت سيرل ووود وآلات دايملر «دايملر ايرواي» جوهر عمليات الخطوط الجوية الإمبراطورية.

### اقتناء لانشيستر والشارات

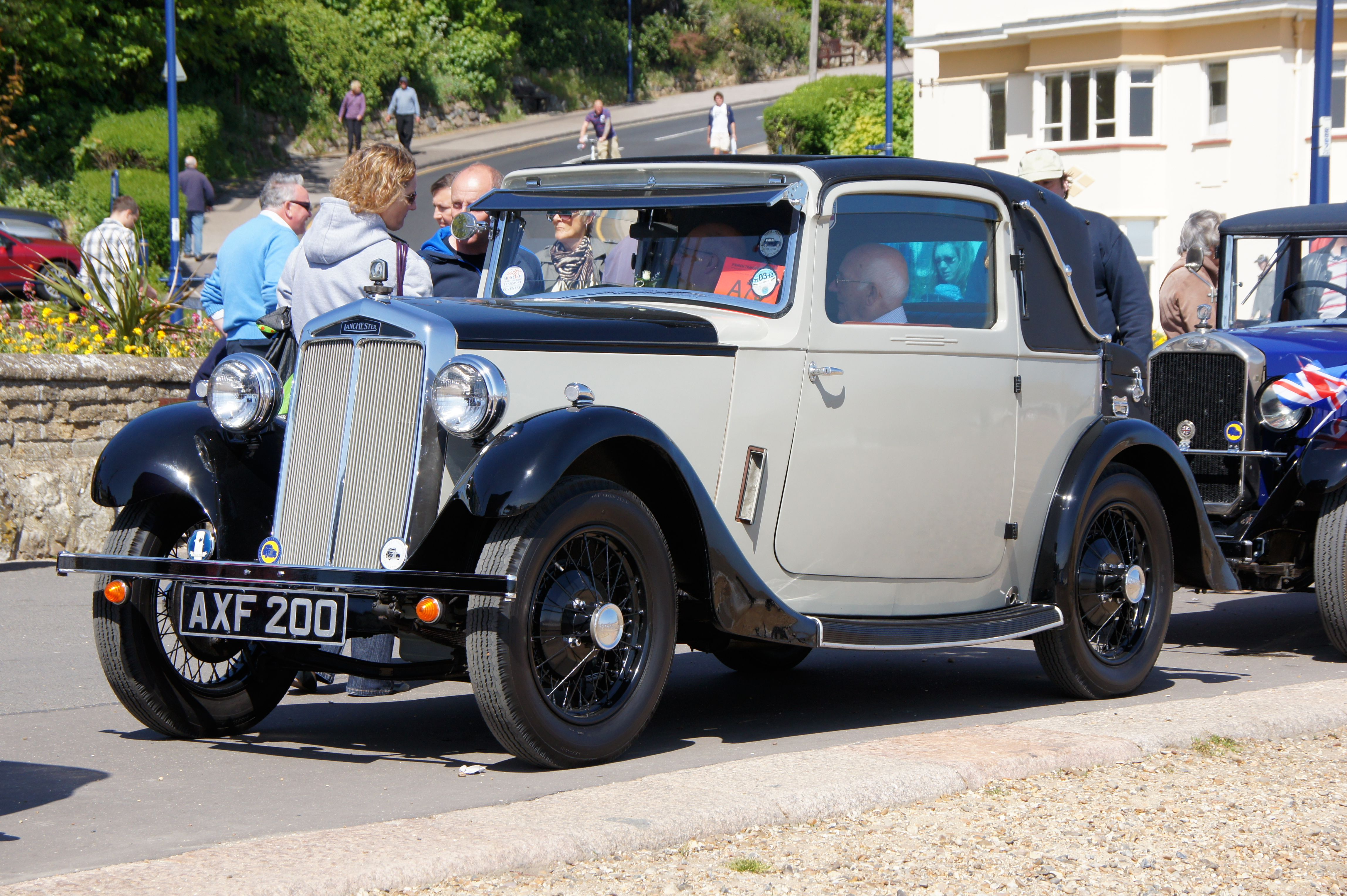
لانشستر تن (عشرة)

تم بيع الجزء الأكبر من حصة دايملر في شركتها الفرعية دايملر هاير المحدودة إلى (Thomas Tilling Group) في عام 1930. وفي يناير 1931، أكملت دايملر شراء شركة (Lanchester Motor Company Limited). تم تجهيز طراز لانشيستر 15/18 الجديد الذي تم طرحه في عام 1931 بناقل حركة سائل من دايملر.
على الرغم من أنهم أنتجوا في البداية نطاقات منفصلة من السيارات مع شارة دايملر التي تظهر بشكل رئيسي على الطرز الأكبر، بحلول منتصف الثلاثينيات من القرن الماضي، كان الاثنان يتشاركان بشكل متزايد في المكونات التي أدت إلى عام 1936 لانشيستر 18/دايملر لايت 20 يختلف قليلاً باستثناء تقليم وشبكة.
استمر مفهوم التسويق هذا الذي تم استخدامه بالفعل مع مجموعة سيارات «بي إس إيه» الخاصة بهم حتى نهاية إنتاج لانشيستر و «بي إس إيه» للسيارات. تم تزويد بعض العملاء المهمين للغاية، بما في ذلك دوق يورك واثنين من الأمراء الهنود على الأقل، بسيارات ليموزين كبيرة من دايملر مزودة بشبكات لانشيستر. كانت مجموعة دايملر معقدة بشكل استثنائي في الثلاثينيات من القرن الماضي حيث تستخدم السيارات مجموعة متنوعة من المحركات بستة وثماني أسطوانات بسعات من 1805 سم مكعب في فترة قصيرة 15 من عام 1934 إلى 4624 سم مكعب 4.5 لتر لعام 1936.

### مراجعة إدارة «بي إس إيه» قبل الحرب العالمية الثانية

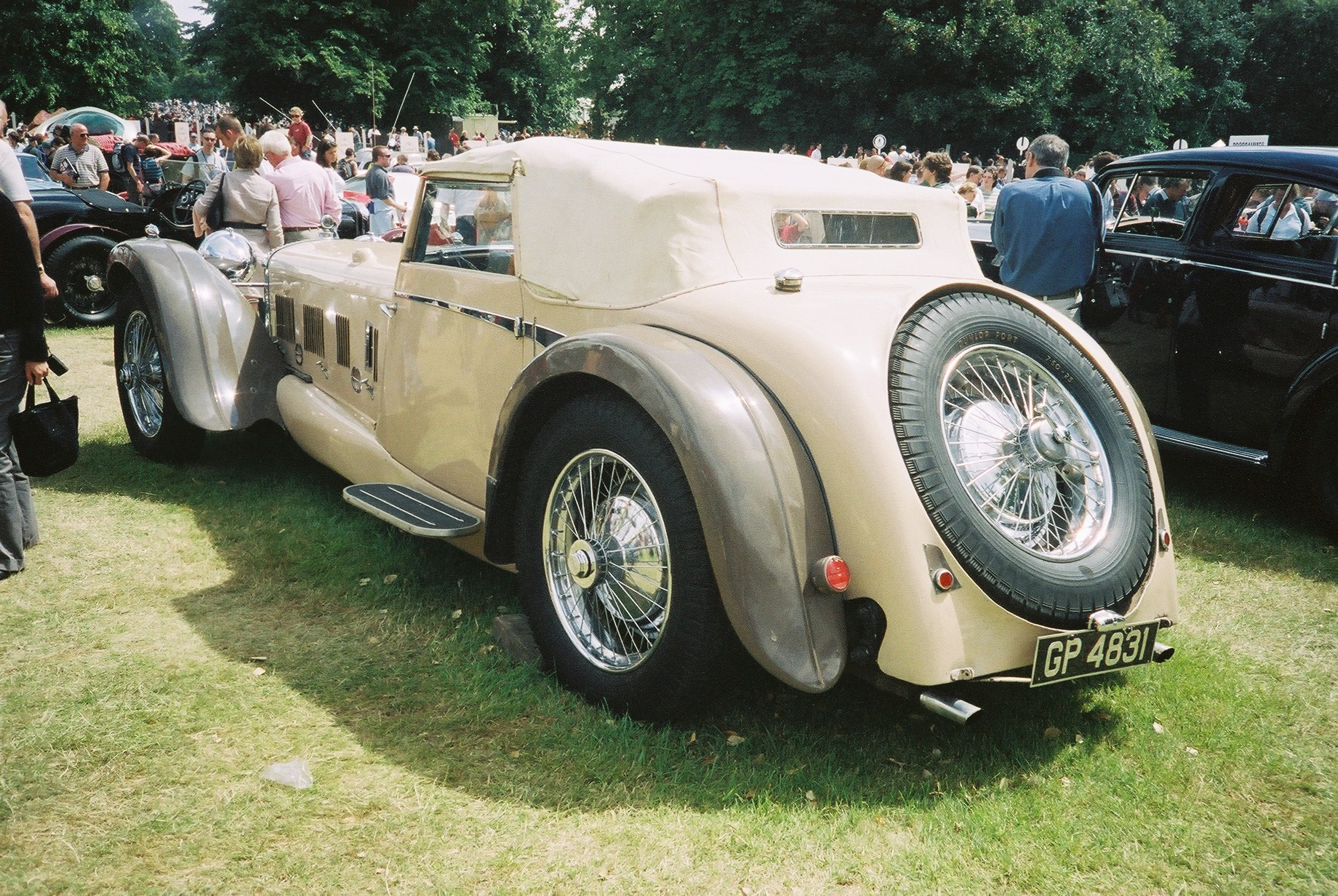
هيكل منخفض دايملر دبل-سكس 50 حصان
أربعة مقاعد دروفيد كوبيه (1931)
بواسطة كورسيكا Cricklewood
تم تعديل الهيكل بواسطة ريد رايلتون في طومسون وتايلور

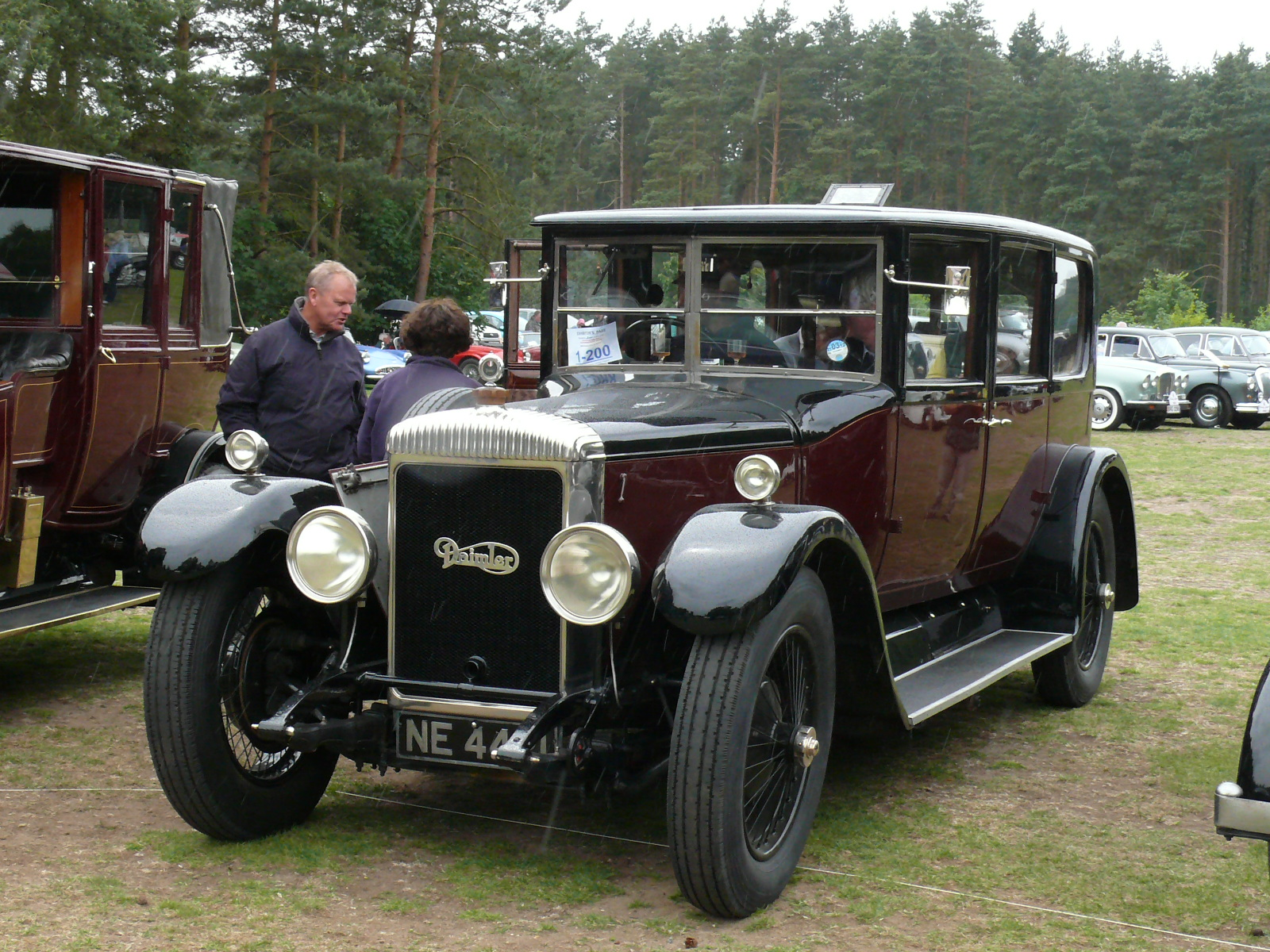
دايملر، اختيار العائلة المالكة البريطانية...

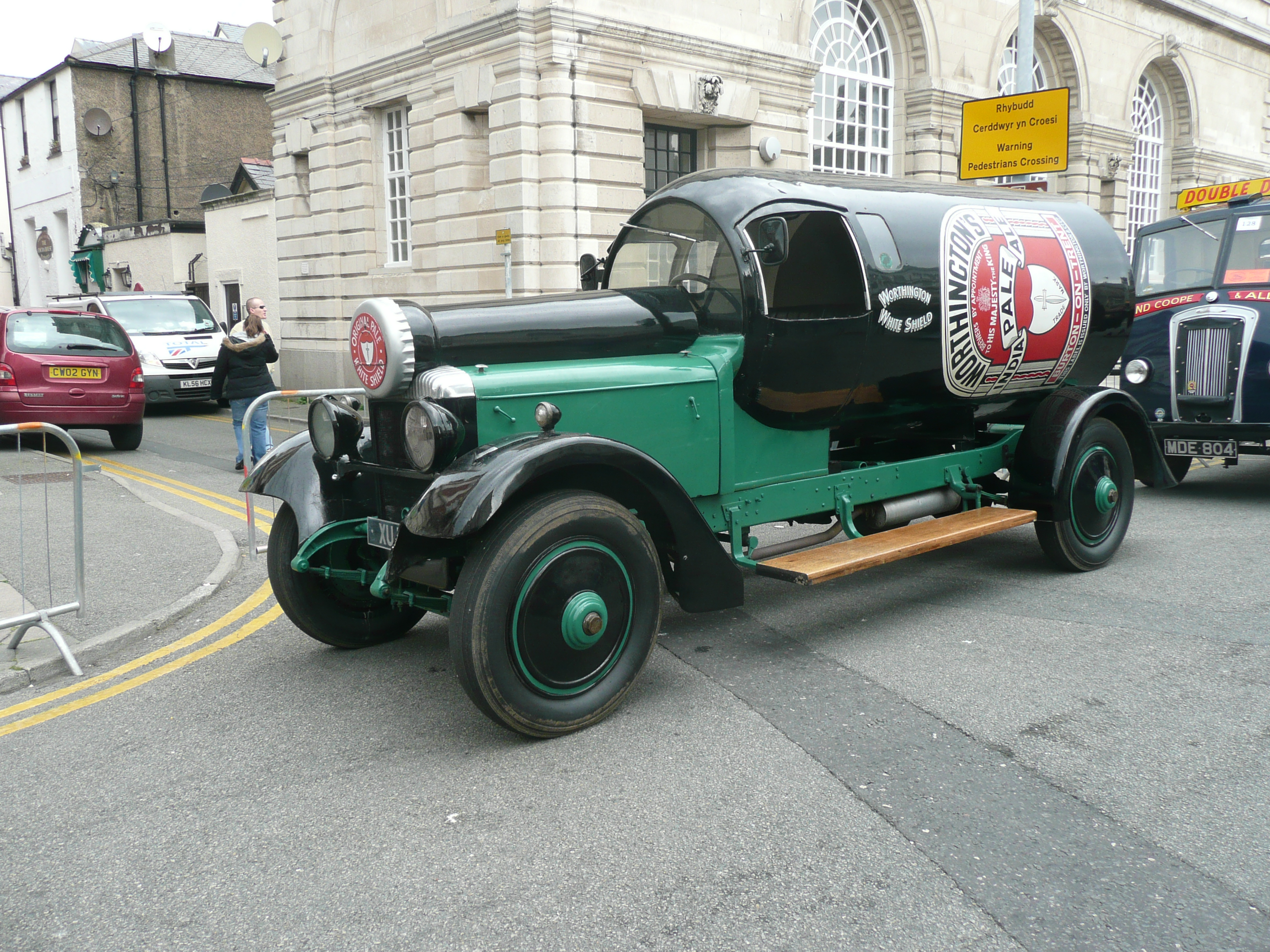
... ورثينجتون في الهند بالي بالي.

### ناقل الحركة شبه الأوتوماتيكي لـ دايملر

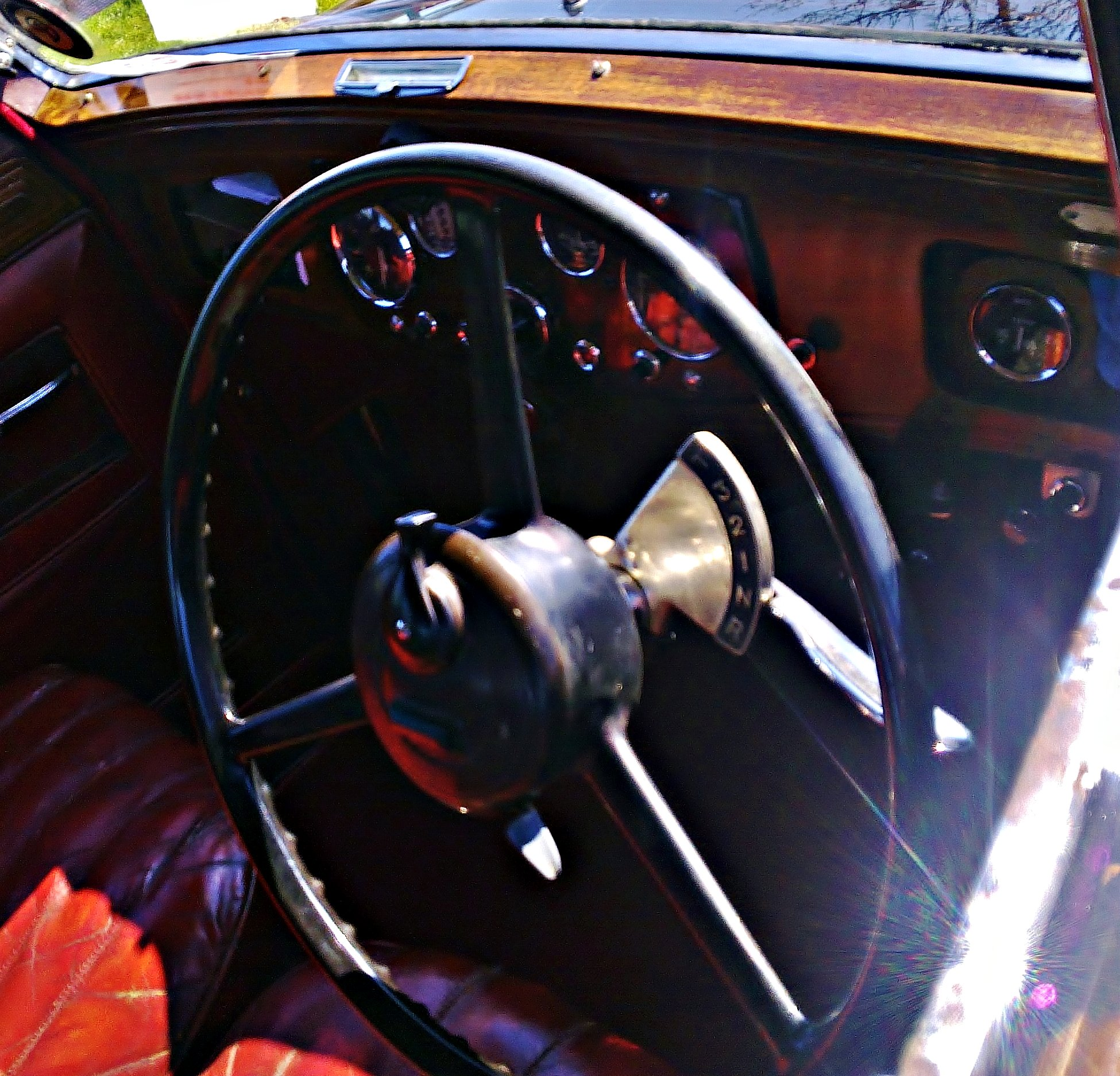
تحول رافعة دايملر فيفتين 1934 مثال

### عمل الحرب العالمية الثانية

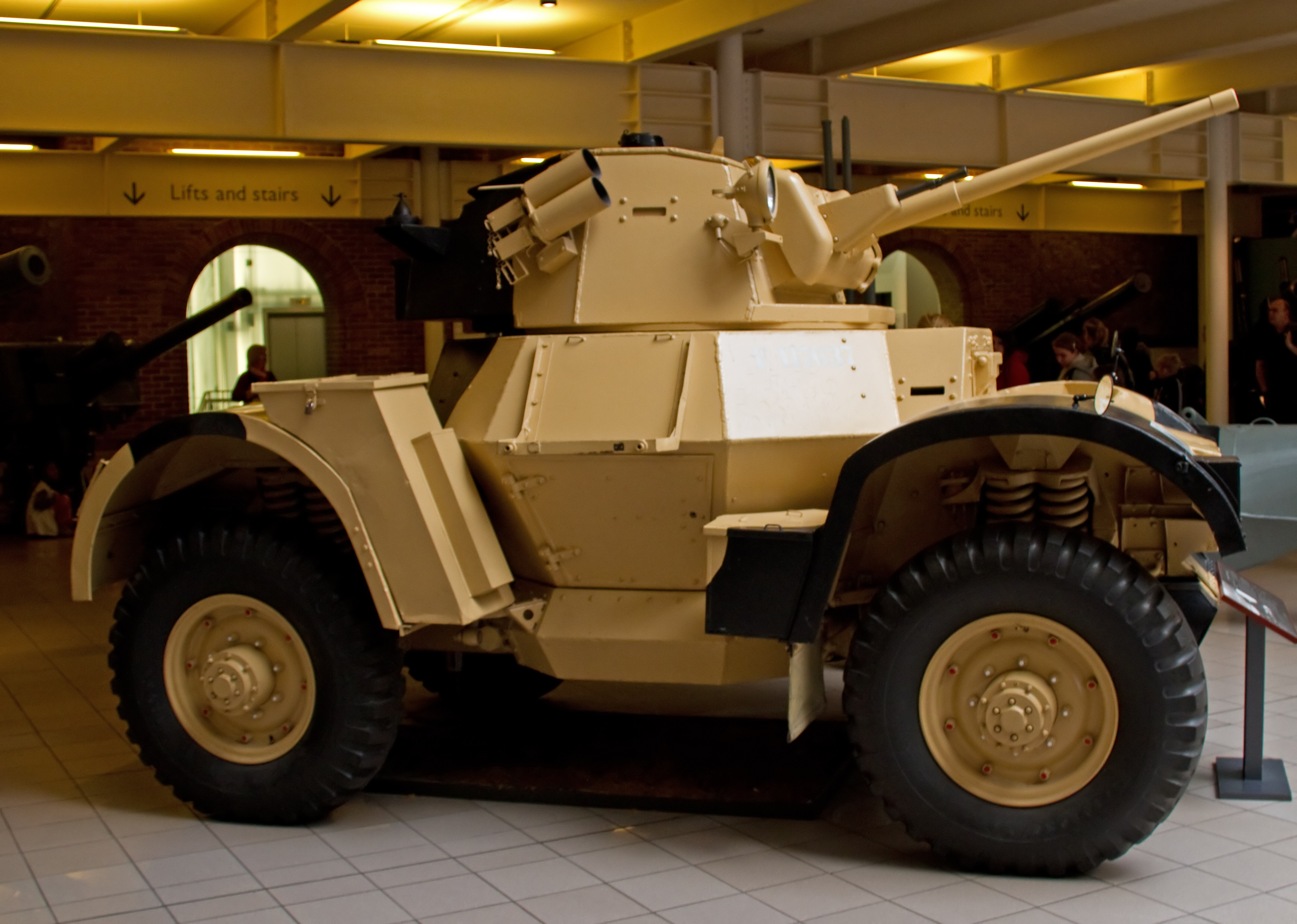
سيارة مصفحة دايملر MK1

### تراجع ما بعد الحرب

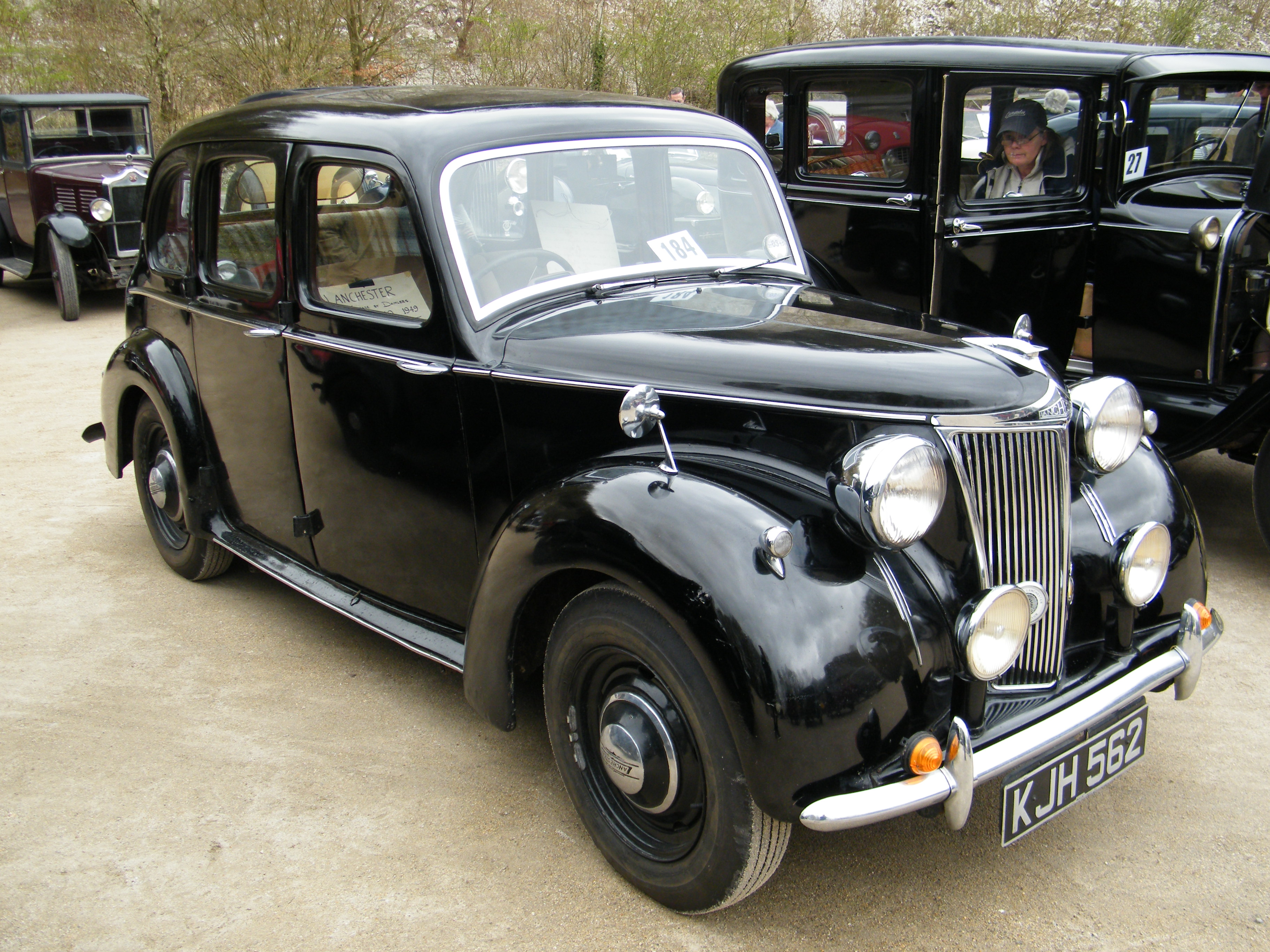
لانشيستر تن، الجسم بواسطة Briggs Motor Bodies

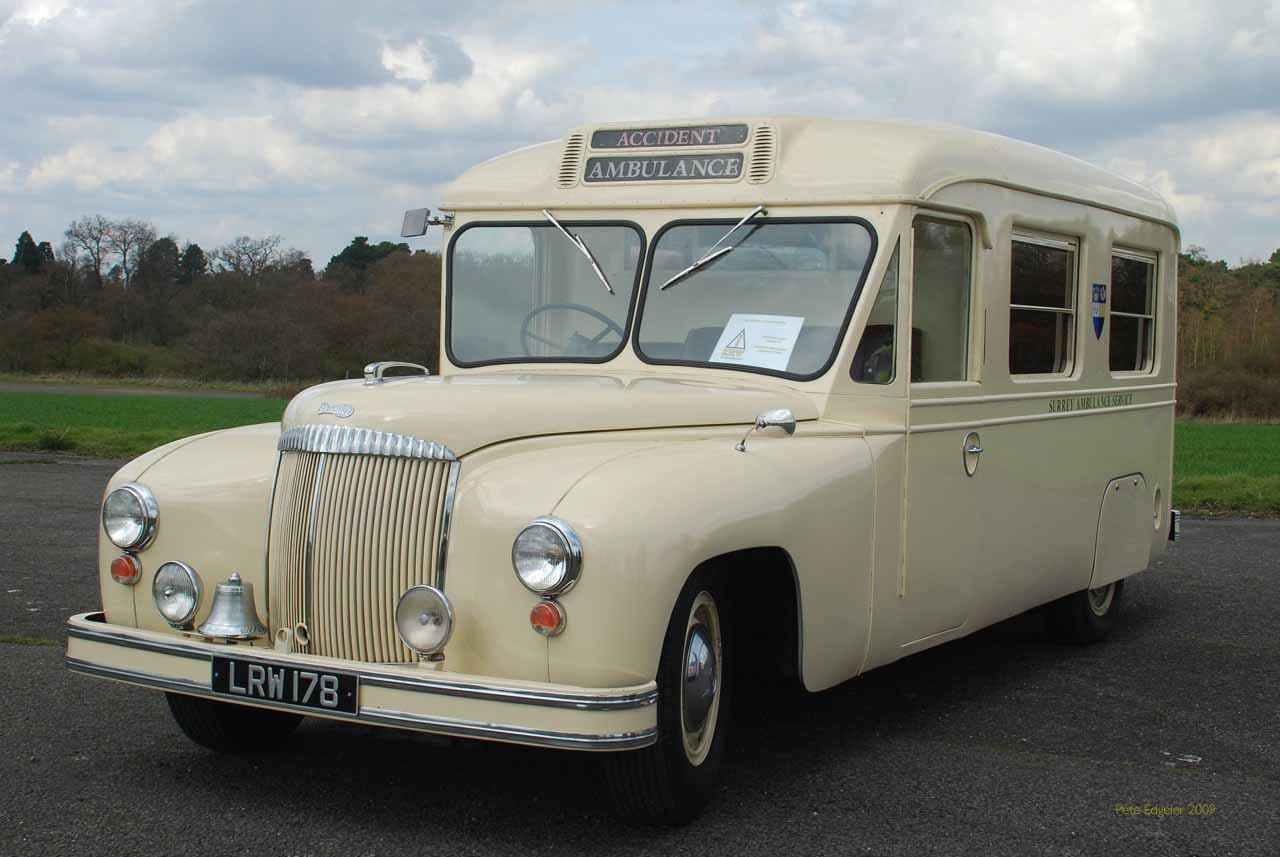
سيارة إسعاف دايملر دي سي 27

#### القرين مخفضة

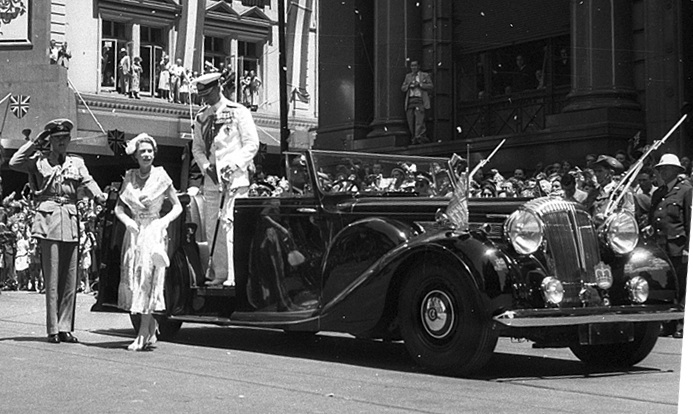
جولة في جميع الأحوال الجوية، سيدني، أستراليا 1954

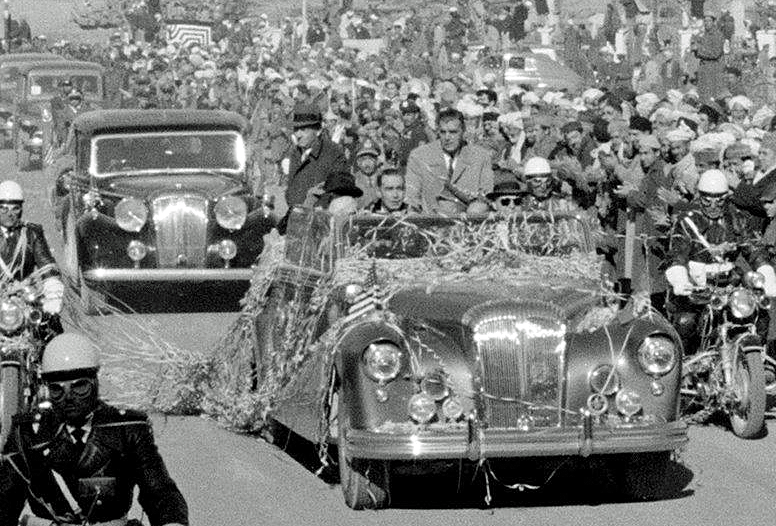
دايمليركاد، الرئيس أيزنهاور،
كابول، مملكة أفغانستان، ديسمبر 1959

#### ديملرز ليدي دوكر

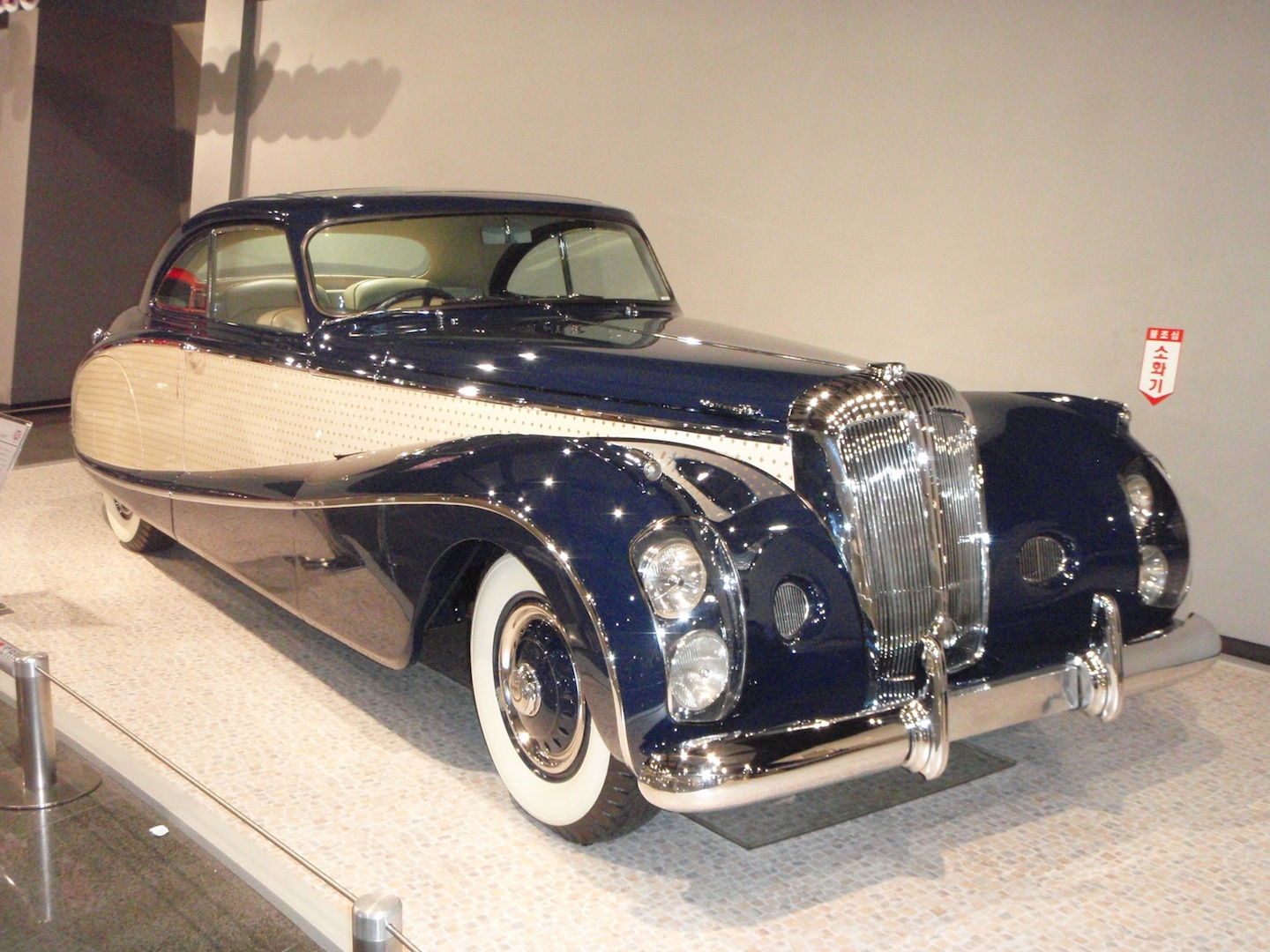
بلو كلوفر، سيارة العرض الثانية ليدي دوكر

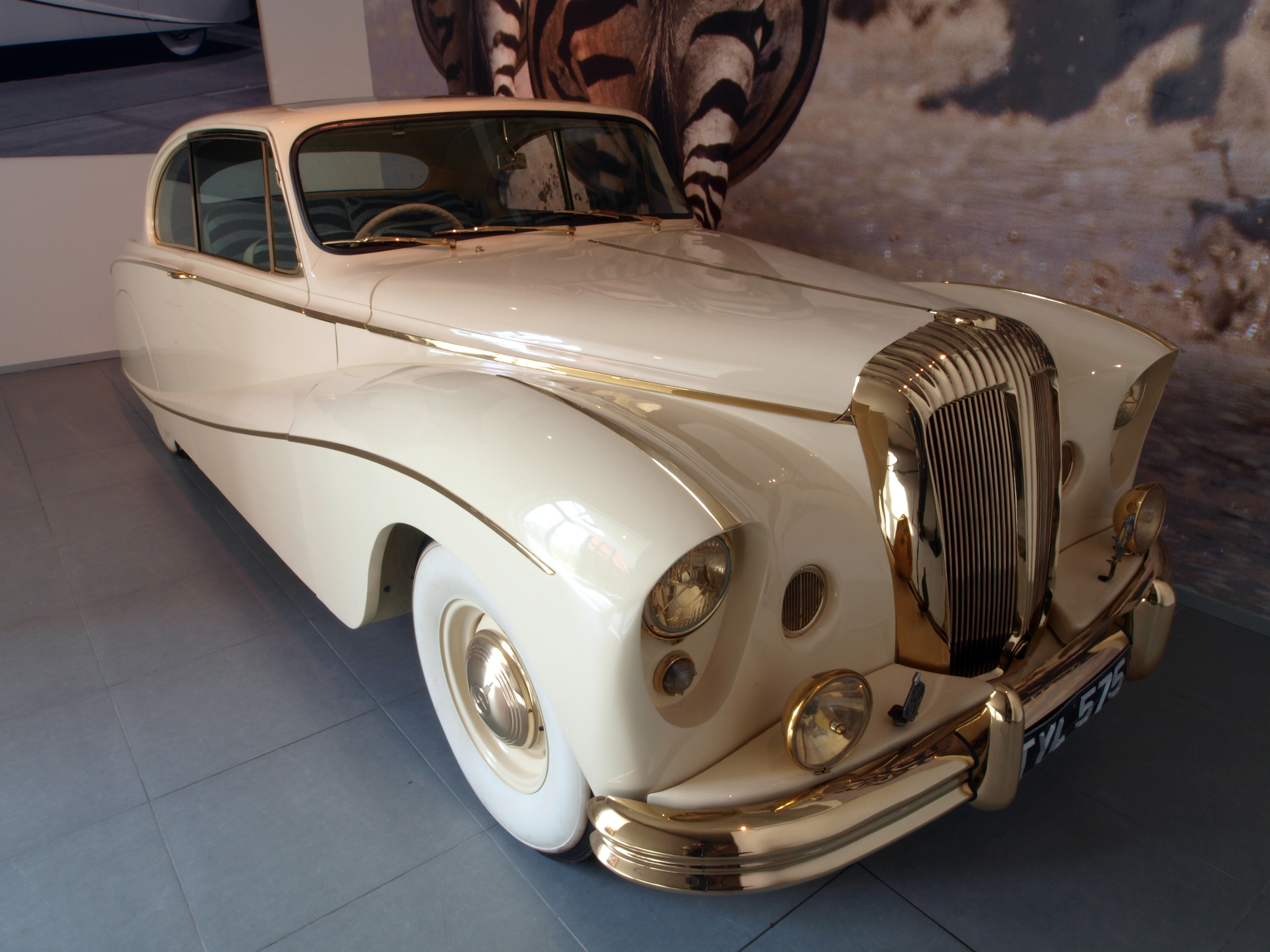
كوبيه من هوبر

### محركات تيرنر

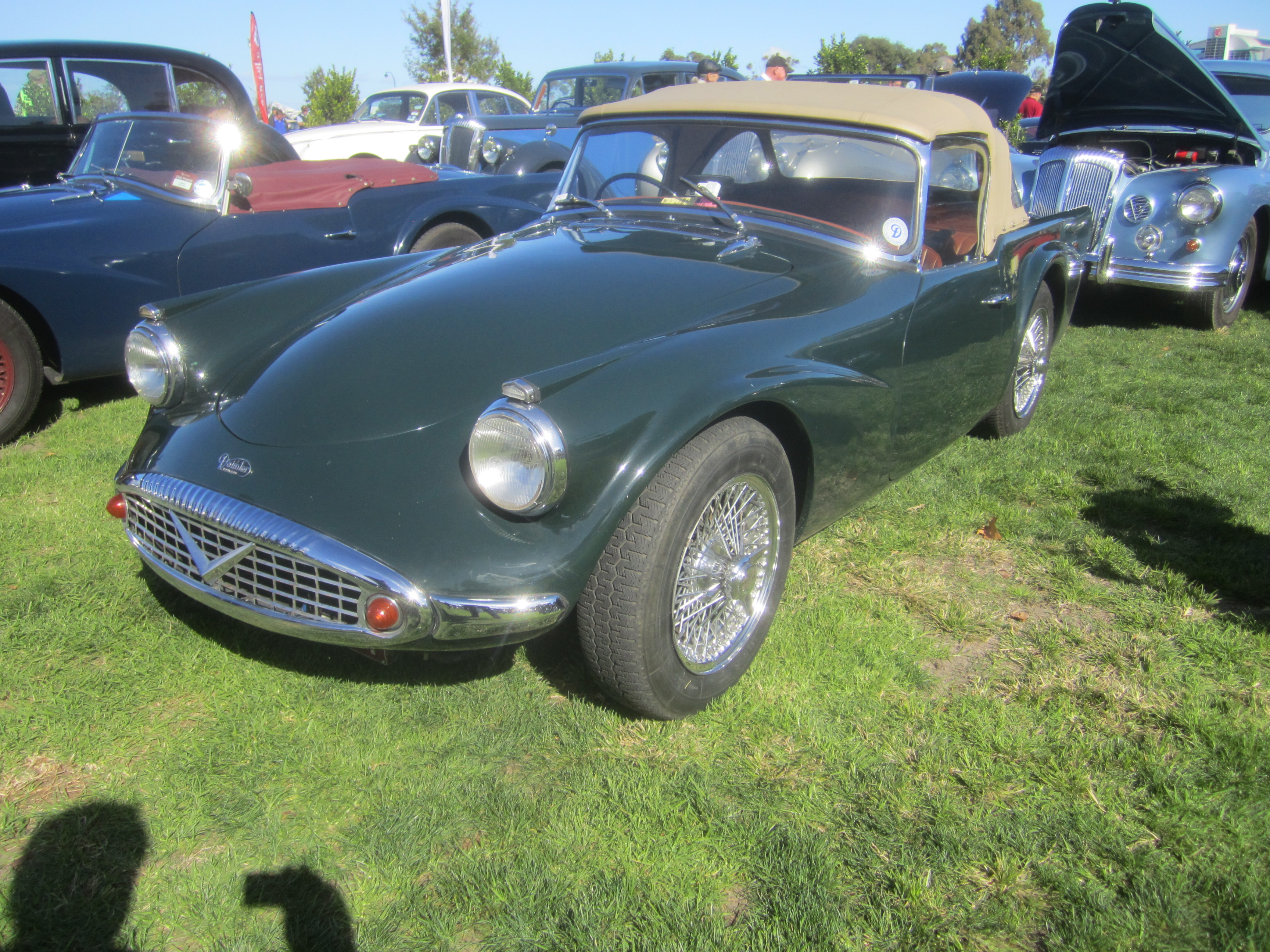
دايملر SP250 (مثال عام 1961)

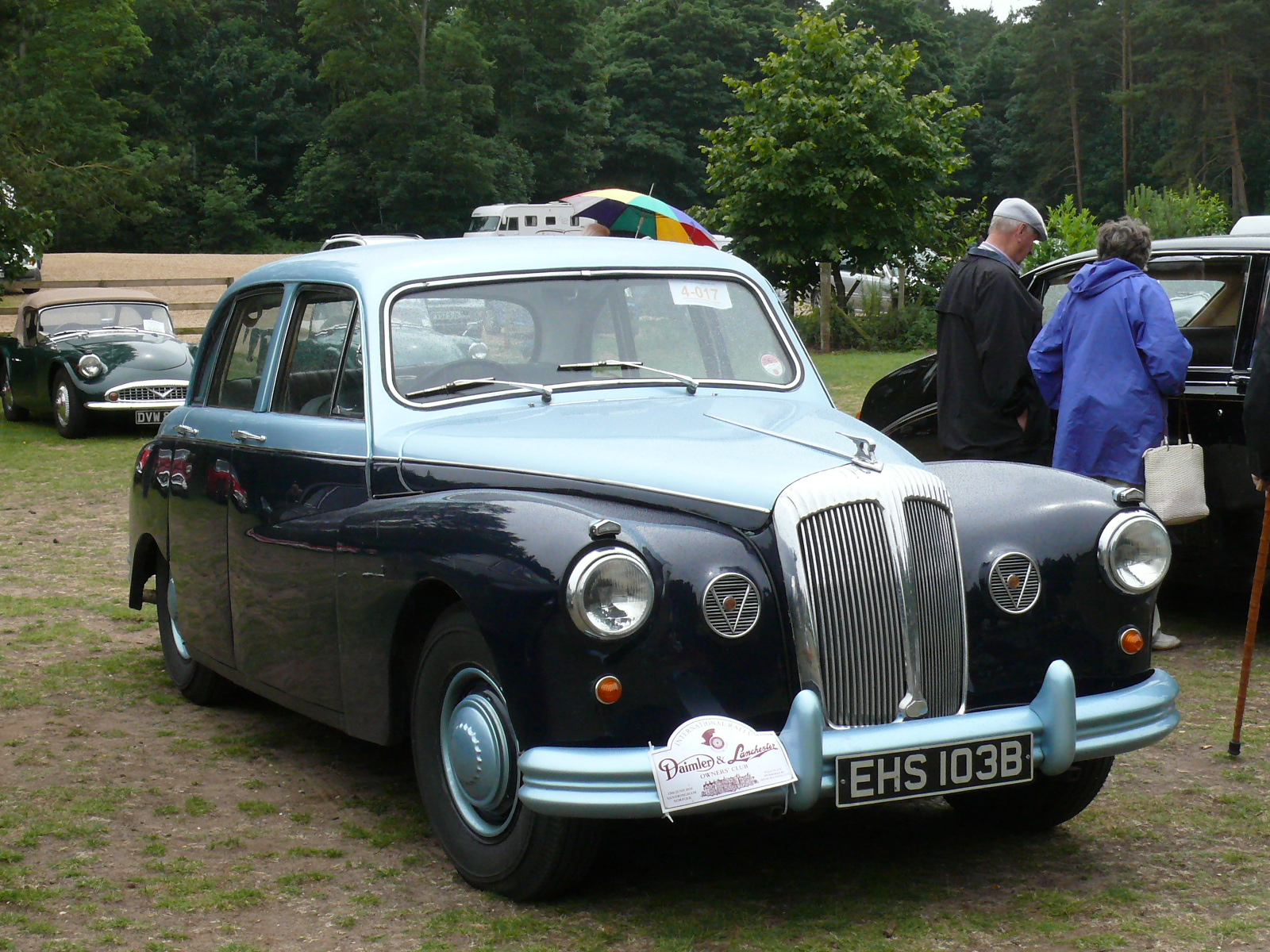
دايملر ماجستيك ميجر، مثال عام 1964

## الحافلات 1911-1973

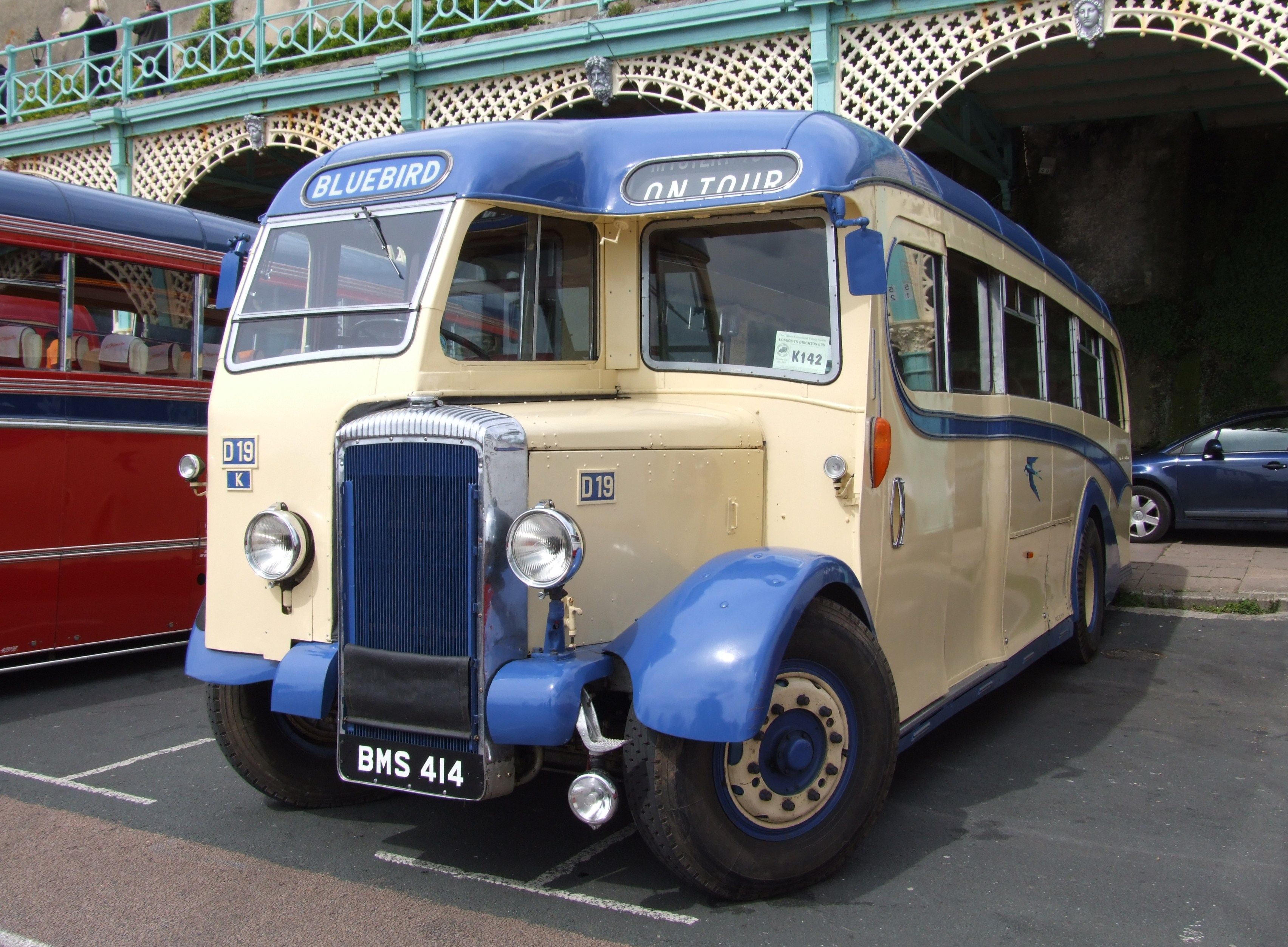
مثال عام 1948 لمدرب دايملر CVD6

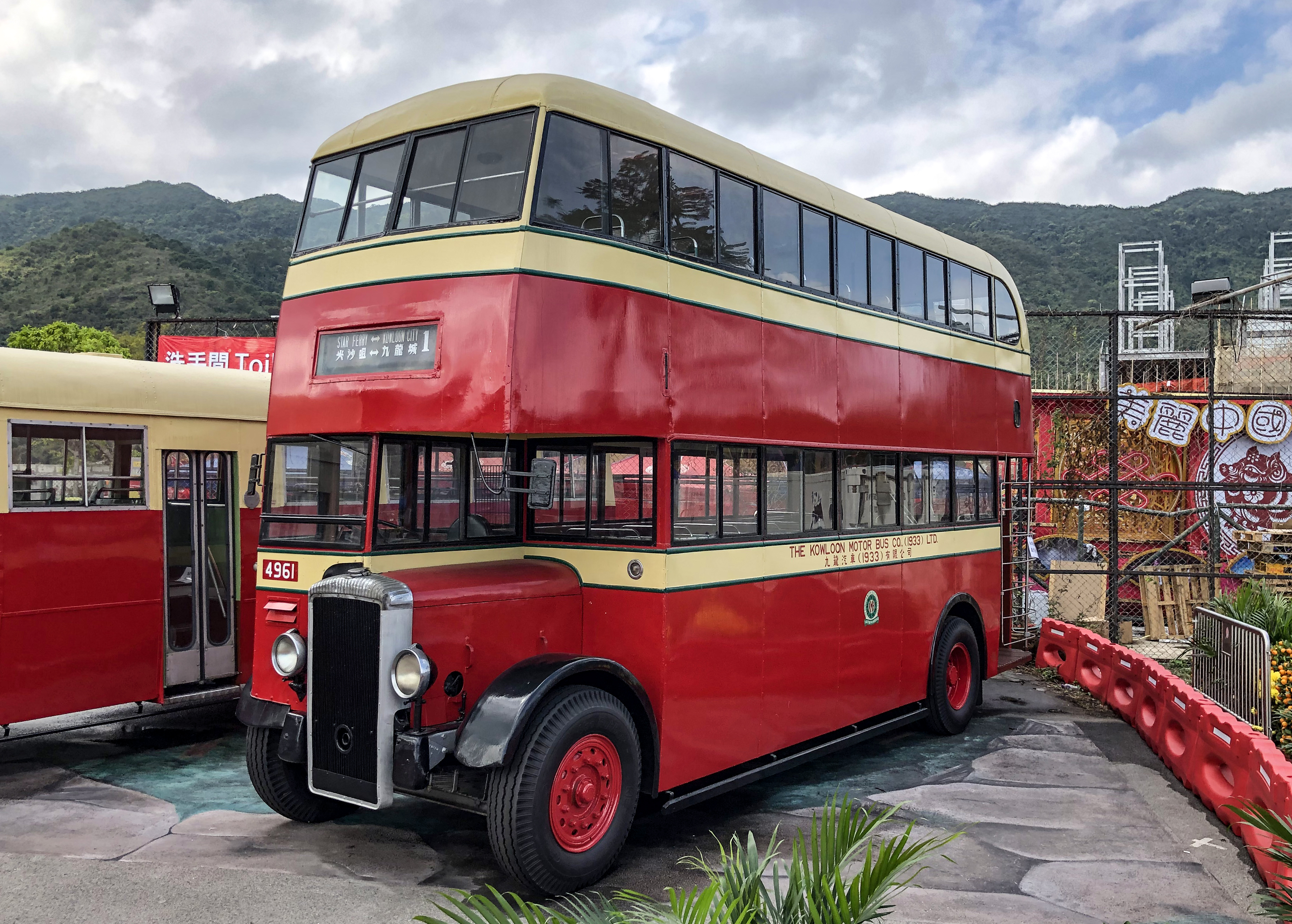
تم الحفاظ على دايملر CVG5 من كولون موتور باص، التي بنيت في عام 1949

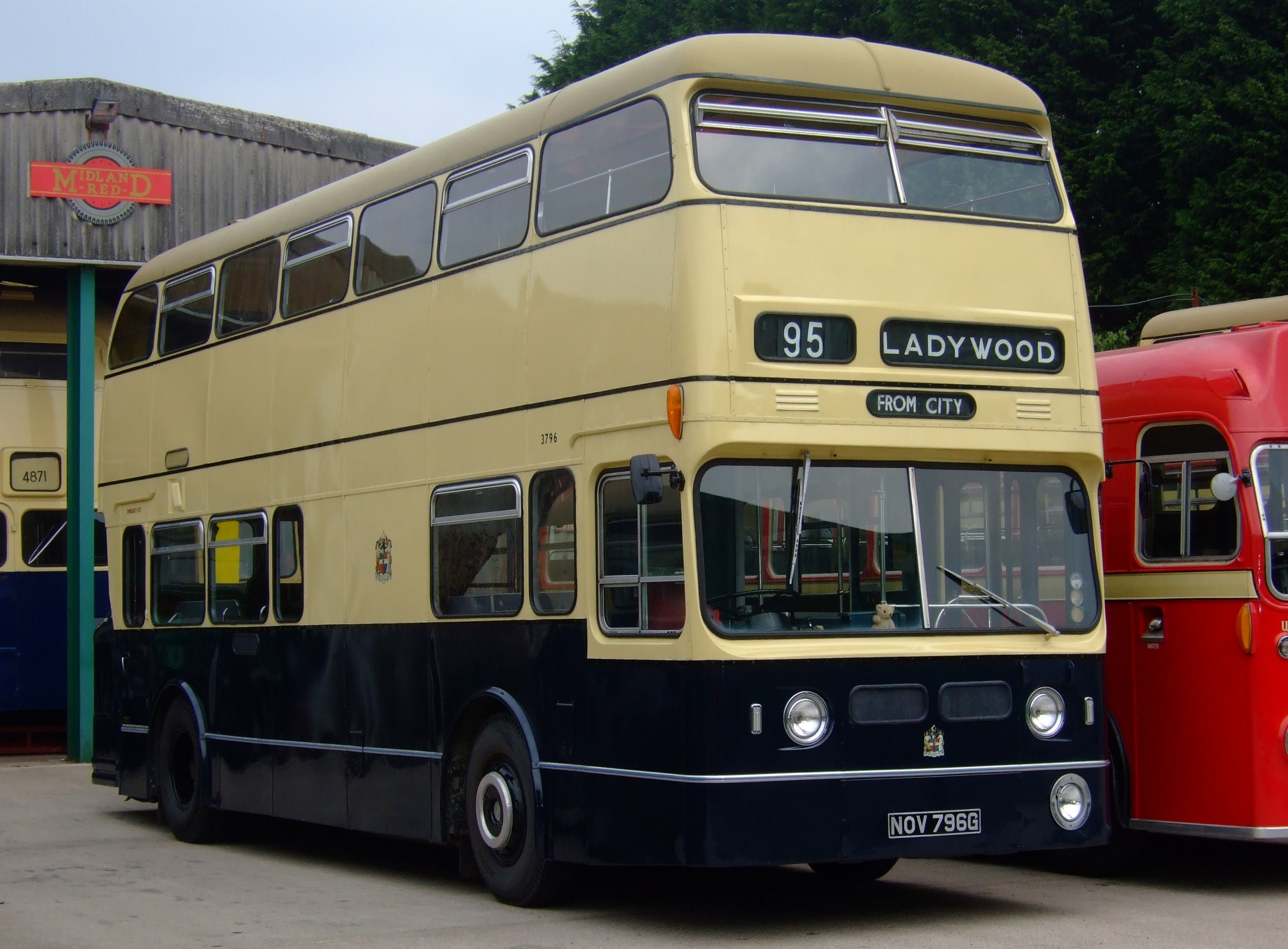
1968 دايملر فليتلاين

## مملوكة لسيارات جاغوار (1960-1966)

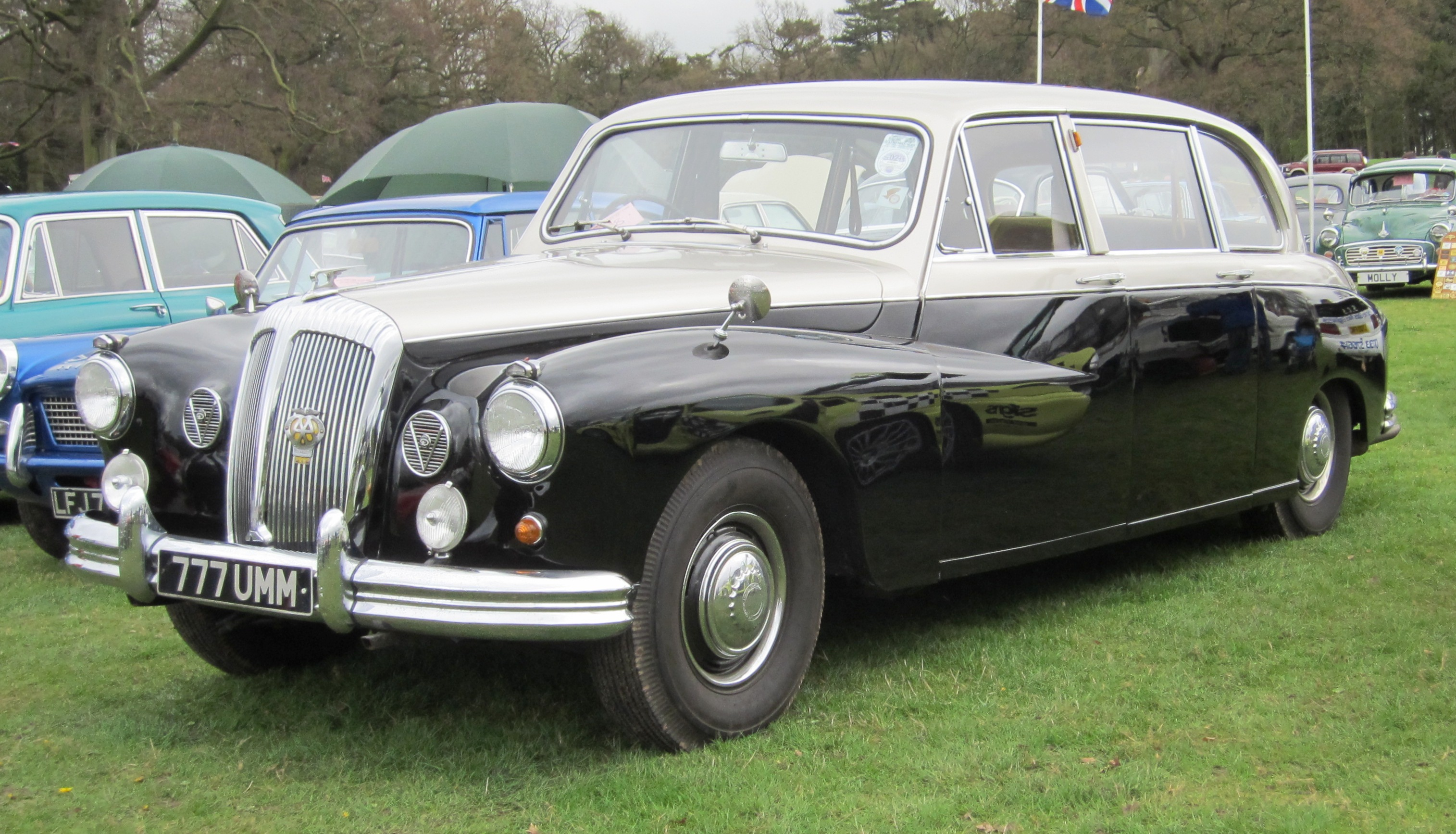
ليموزين دايملر دي آر 450 1967 مثال

### دايملر القائمة على جاغوار

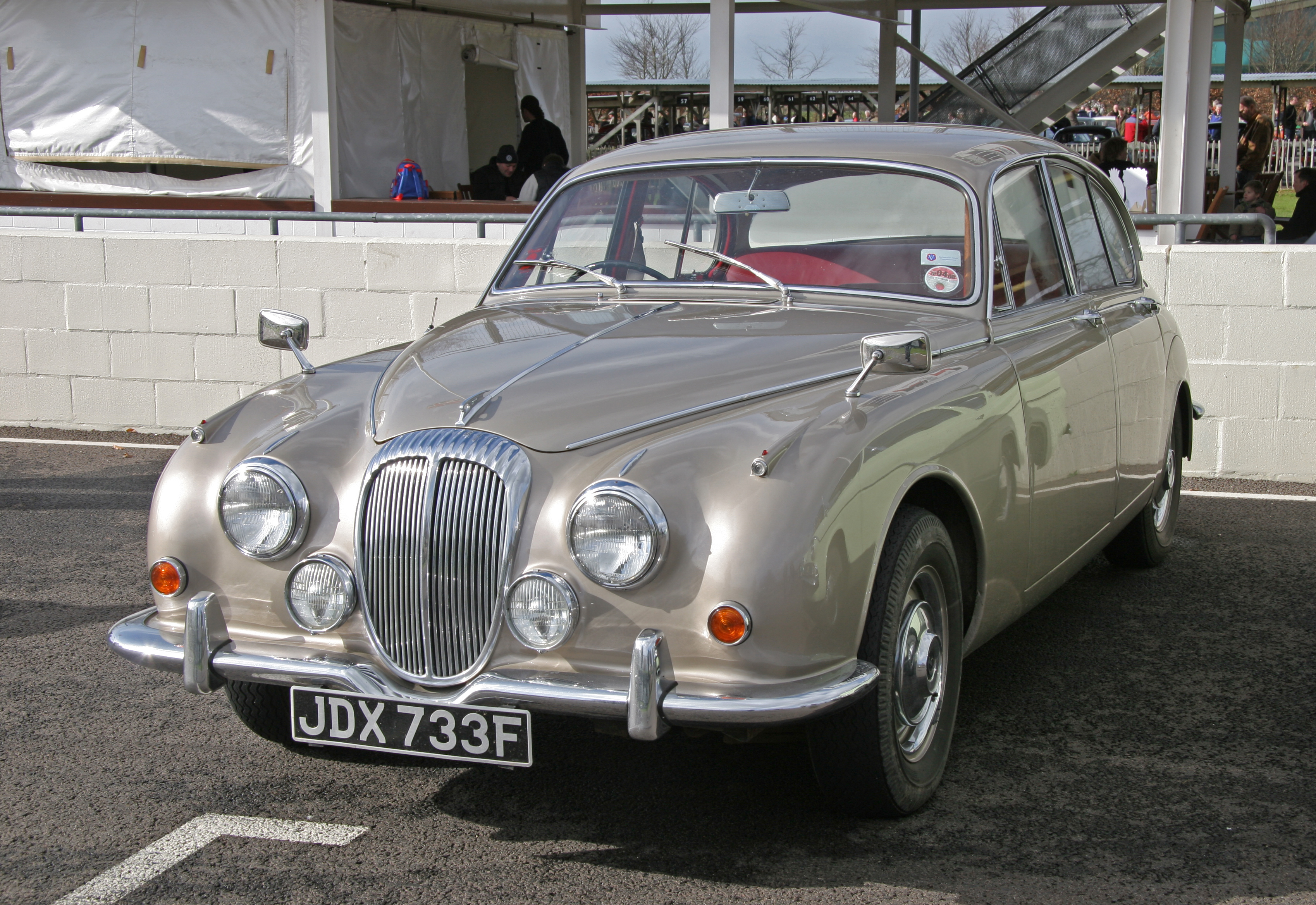
دايملر V8-250، هجين
دايملر V8 صغير في سيارة جاغوار التي تم تجديدها، وهي سيارة دايملر الأكثر شهرة (مثال 1968)

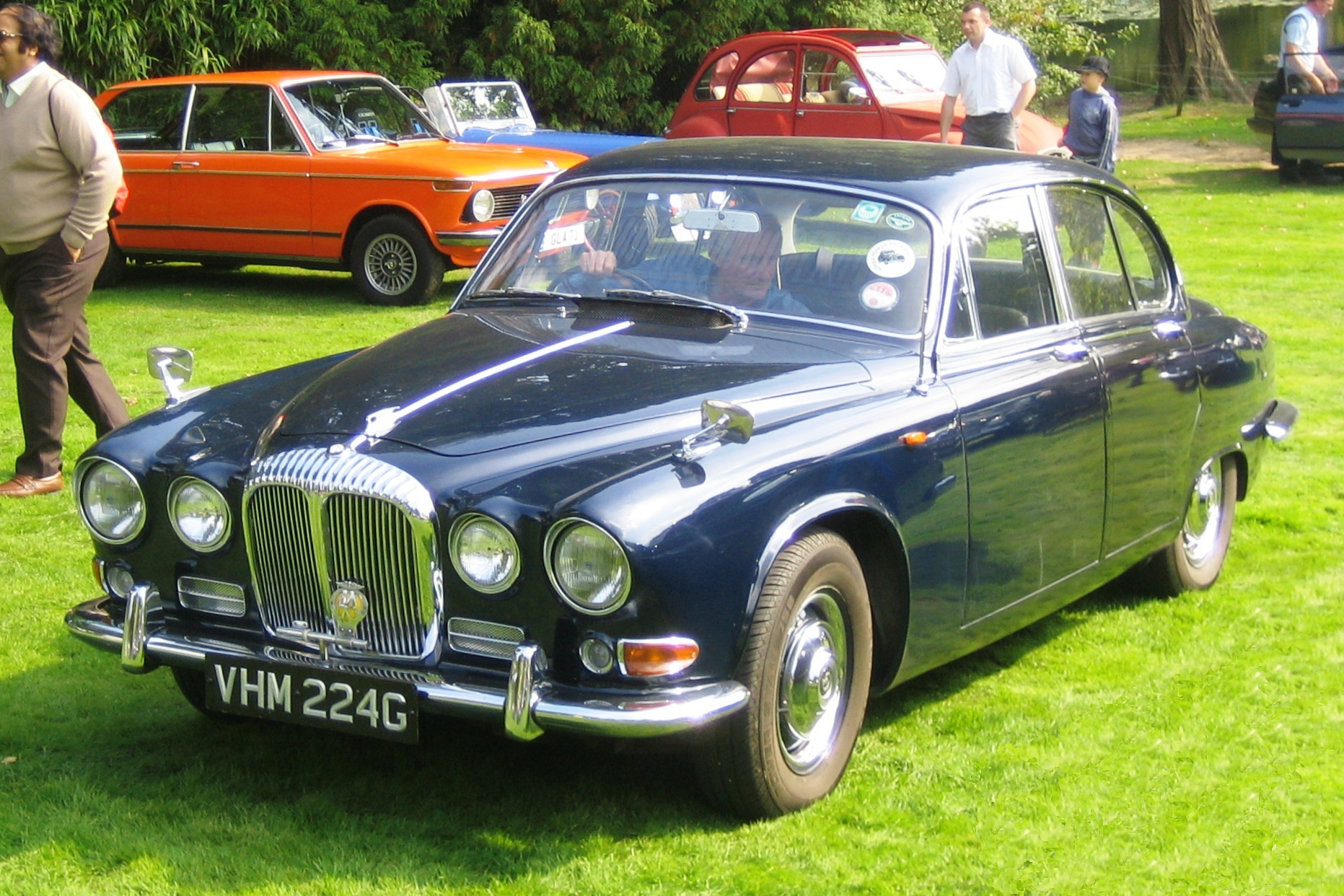
دايملر سوفرين (مثال عام 1969)

### دايملر دي إس420 ليموزين

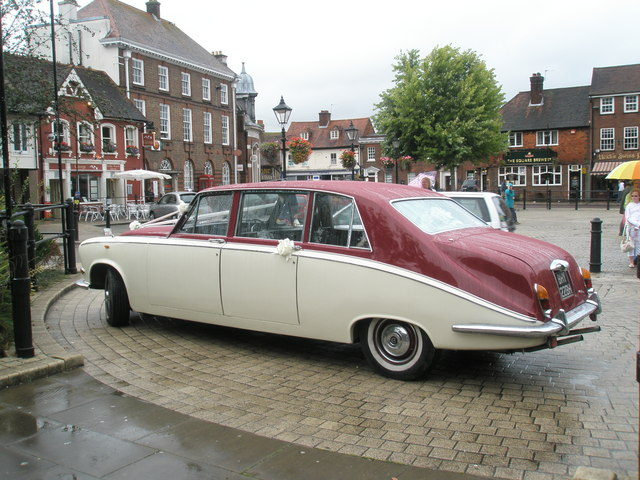
دايملر دي إس420 ليموزين
استنادًا إلى جاكوار مارك إكس